# Court-Saint-Étienne
Pour les articles homonymes, voir Saint-Étienne (homonymie).
Court-Saint-Étienne (en wallon Coû-Sint-Stiene) est une commune francophone de Belgique située en Région wallonne dans la province du Brabant wallon.
La commune est composée des hameaux de Wisterzée, Sart-Messire-Guillaume, La Roche, Mérivaux, Suzeril, Faux, Limauges, Beaurieux, Franquenies, Le Chenoy, Tangissart, Le Ruchaux.
Elle est arrosée par la Dyle, la Thyle et l'Orne.
Au 1er janvier 2025, la population totale de cette commune est de 10 927 habitants.

## Géographie

### Communes limitrophes
|         | Ottignies-Louvain-la-Neuve |                    |
| Genappe | Court-Saint-Étienne        | Mont-Saint-Guibert |
|         | Villers-la-Ville           | Chastre            |

### Hydrographie

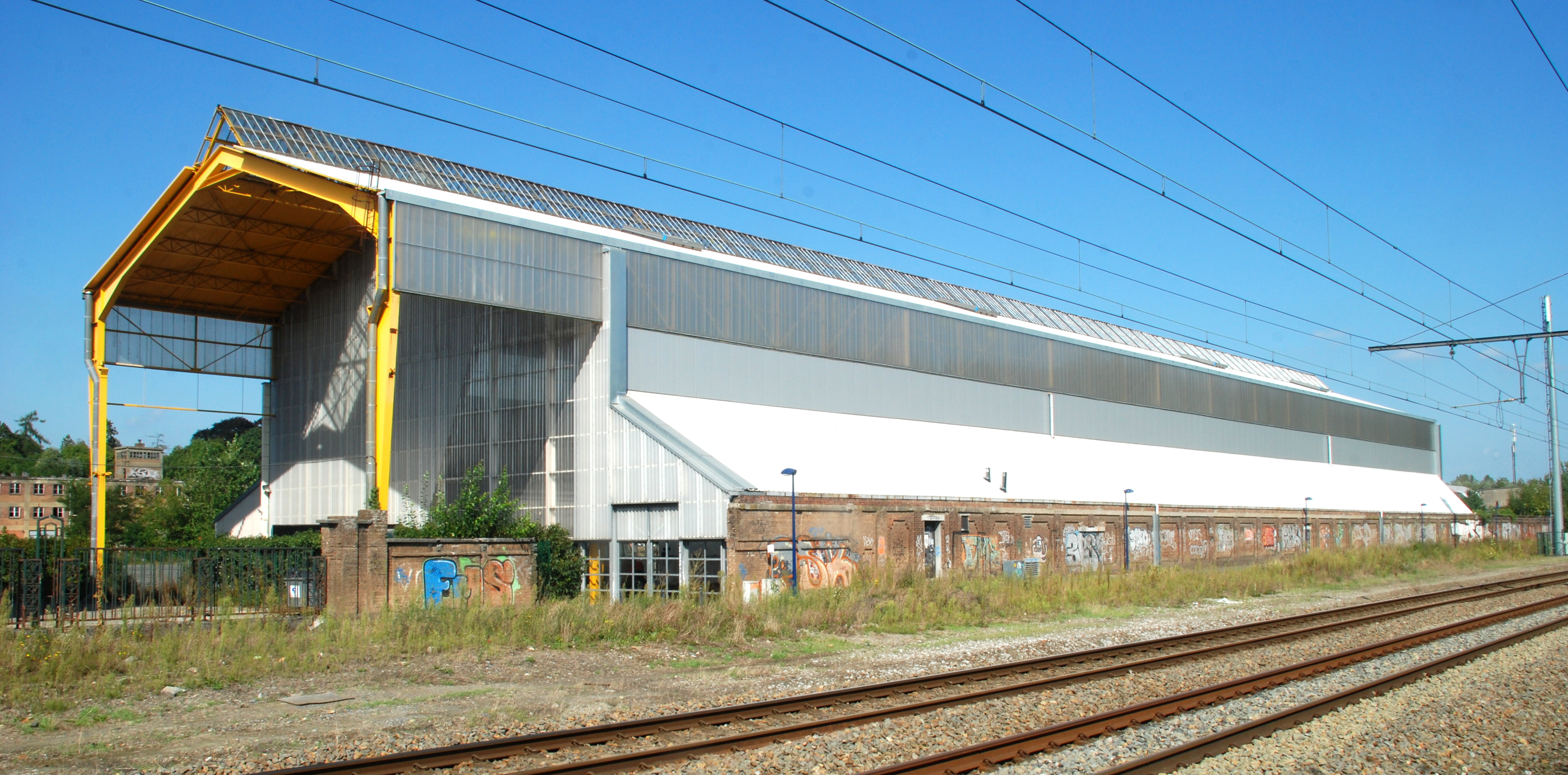
Parc à Mitrailles.

La Dyle (affluent de l'Escaut), la Thyle, l'Orne, la Cala.

## Démographie

### Démographie: 1831 - 2023
- Source: DGS , de 1831 à 1981=recensements population; à partir de 1990 = nombre d'habitants chaque 1 janvier[2]

## Histoire

### Moments singuliers
- 15 mai 1940 - Le village est attaqué par les troupes allemandes et défendu par des soldats français (1er RI et 43e RI principalement). Échec des Allemands qui se replient. Il y a 43 officiers, sous-officiers et soldats français tués dans cette bataille. Le village est évacué le lendemain par les troupes françaises.
- la libération du village en 1944
- Manifeste pour une fusion des communes de Court-Saint-Étienne et de Céroux Mousty (1975)
- la fermeture des Usines Émile Henricot en 1984
- Les tremblements de terre de 1992 (épicentre Verviers), du 12 juillet 2008 à 19h47 qui se situait à 2,1 sur l'échelle de Richter et du 13 juillet 2008 à 3,2 (épicentre juste derrière Clabots)
- Inondations du Centre (crues de l'Orne, de la Thyle et de la Dyle) par suite de pluies très abondantes dans la nuit du 3 au 4 août 2008 et le 14 juillet 2021.

## Armoiries de la commune
Le tumulussur les hauts sablonneux de « la Quenique », subsistent les traces (pour les plus anciennes), de tumulus funéraires des tribus dites « du Michelsberg » (3 000 ans av. J.-C.)
L'Arbre de la justicele lieu-dit « l'Arbre de la Justice », situé à 160 m d'altitude au sud-est du territoire, rappelle que le sire Antoine de Terremonde avait droit de haute justice
Saint Étiennevers 1200, des moines, envoyés par Bernard de Clairvaux en Brabant, viennent s'établir dans la vallée de la Thyle. À Court, la première église est consacrée à saint Étienne.
La roue, représentation de l'industriede nombreuses chutes d'eau ont été à la base d'activités métallurgiques, dont le point d'orgue fut l'usine Henricot. (gravure de la forge).
|  | La commune possède des armoiries qui lui ont été octroyées le 3 mars 1914. Blasonnement : Ecartelé: au 1 d'argent à un mont de sinople, mouvant de la pointe, au 2 d'or au saint Etienne habillé d'azur, la figure et les rnains de carnation, issant de la pointe, au 3 d'argent à un arbre de sinople, terrassé du même, au 4 de sable à une roue d'engrenage d'or. Source du blasonnement : Heraldy of the World. |

Armoiries de la commune
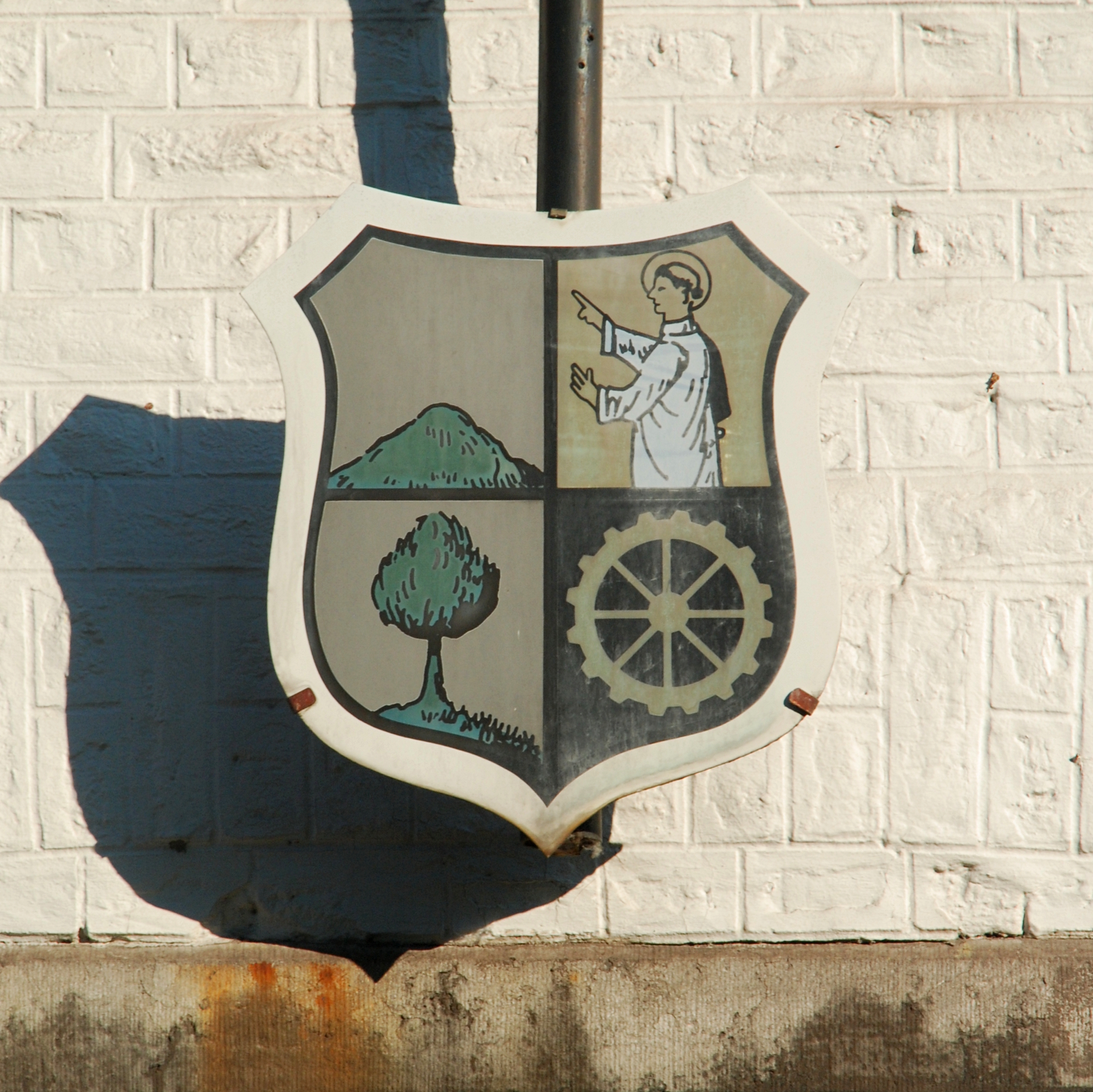
Blason sur la façade de la maison communale.
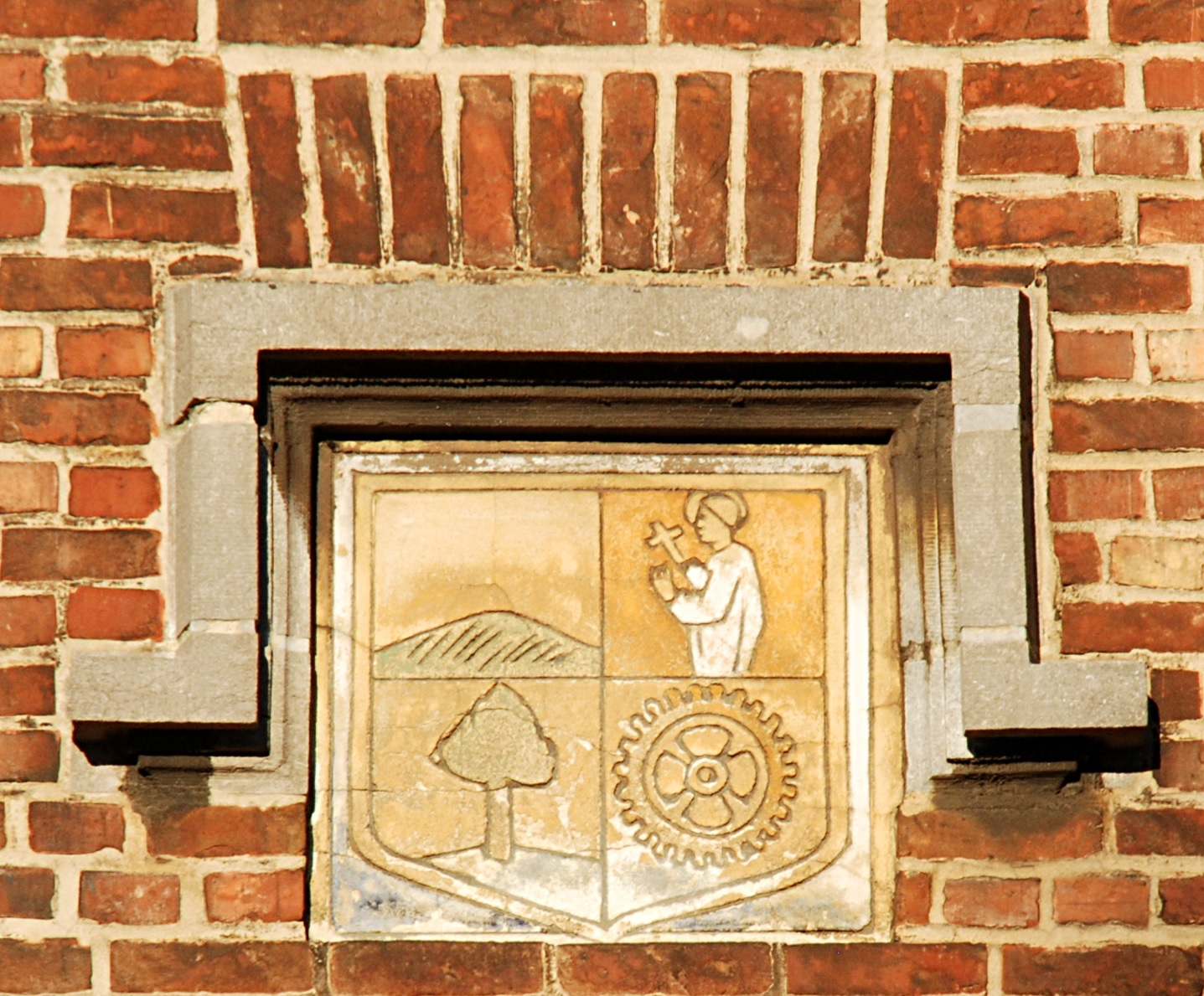
Sgraffite sur la gare de Court-Saint-Étienne.

## Politique et administration

### Vie politique

#### Collège communal
| Fonction           | 2024-2030                 | 2018-2024              | 2006-2012 | 2000-2006        | 1994-2000       | 1988-1994      |  |
| ------------------ | ------------------------- | ---------------------- | --------- | ---------------- | --------------- | -------------- |  |
| Bourgmestre        | Steve De Wevere           | Michaël Goblet         |           | Jacques Cosse    | Jacques Cosse   | Jean Goblet    |  |
| 1er Échevin        | Jean-Christophe Jaumotte  | S. Ravet /J-C Jaumotte |           | Jacques Jaumotte | Louis Thyrion   | Max Somville   |  |
| 2e Échevin         | Axel Ectors               | Maryline Romain        |           | J-L Krier        | Daniel Lorge    | Daniel Lorge   |  |
| 3e Échevine        | Séverine Oleffe           | Mélanie Laroche        |           | Janine Franck    | Janine Franck   | Gustave Colin  |  |
| 4e Échevine        | Mary-Line Romain          | Séverine Oleffe        |           | Louis Thyrion    | Charles Bouvier | Pierre Mathieu |  |
| 5e Échevine        | Bernadette Peyskens-Ravet | Axel Ectors            |           | inexistant       | inexistant      | inexistant     |  |
| Présidente du CPAS | Sophie Godfroid-Libbrecht | Steve De Wevere.       |           | Michel Tricot    | ??              | Jean Michel    |  |

### Résultats électoraux
Les partis au pouvoir (quand on les connaît) sont indiqués par un surlignage gras dans le tableau.
| Législature | Parti socialiste | %       | Parti écologiste    | %       | Parti libéral    | %       | Parti catholique | %       | Autre 1        | %       | Autre 2     | %       | Autre 3 | %      | Autre 4 | %      |
| ----------- | ---------------- | ------- | ------------------- | ------- | ---------------- | ------- | ---------------- | ------- | -------------- | ------- | ----------- | ------- | ------- | ------ | ------- | ------ |
| 2024-2030   | voir Autre 3     |         | voir Court Ensemble |         | voir Atout Court |         |                  |         | Court Ensemble | 37.85 % | Atout Court | 52.40 % | CSE+    | 9.75 % |         |        |
|             |                  |         |                     |         |                  |         |                  |         |                |         |             |         |         |        |         |        |
| 2018-2024   | PluS             | 10,15 % | Ecolo               | 30,08 % | voir LM          | -       | voir LM          | -       | LM             | 44,94 % | Oxygène     | 9,92 %  | PP      | 4,09   | IC      | 0,82 % |
|             |                  |         |                     |         |                  |         |                  |         |                |         |             |         |         |        |         |        |
| 2012-2018   | PS               | 18,16 % | Ecolo               | 24,11 % | voir LM          | -       | voir LM          | -       | LM             | 51,87 % | FDF         | 3,96 %  | MLD     | 1,89 % | -       | -      |
| 2006-2012   | PS               | 13,76 % | Ecolo               | 18,11 % | MR               | 44,12 % | CDH              | 17,92 % | -              | -       | AS          | 6,09 %  | -       | -      | -       | -      |
| 2000-2006,  | LB               | 17,61 % | Ecolo               | 17,37 % | PRL-FDF          | 30,24 % | C2000            | 22,08 % | IC             | 12,7 %  | -           | -       | -       | -      | -       | -      |
| 1994-2000   | PS               | 24,54 % | Ecolo               | 12,34 % | PRL              | 16,14 % | C2000            | 31,76 % | IC             | 14,15 % | TANGIS      | 1,06 %  | -       | -      | -       | -      |
| 1988-1994   | PS               | 30,81 % | Ecolo               | 10,87 % | PRL              | 23,28 % | PSC              | 35,04 % | -              | -       | -           | -       | -       | -      | -       | -      |
| 1982-1988   | PS               | 29,12 % | Ecolo               | 8,64 %  | PRL              | 25,05 % | PSC              | 35,47 % | -              | -       | UDRT        | 1,71 %  | -       | -      | -       | -      |
| 1976-1982   | PS               | 40,19 % | -                   | -       | PRL              | 21,55 % | PSC              | 38,26 % | -              | -       | -           | -       | -       | -      | -       | -      |

La fusion des communes votée en 1975 a été effective au 1er janvier 1977. Les résultats électoraux antérieurs des communes non-fusionnées ne sont donc pas directement comparables.

#### Répartition des sièges
| Année | Parti socialiste | Nbre | Parti écologiste | Nbre | Parti libéral | Nbre | Parti catholique | Nbre | Autre 1        | Nbre | Autre 2     | Nbre | Autre 3 | Nbre | Total |
| ----- | ---------------- | ---- | ---------------- | ---- | ------------- | ---- | ---------------- | ---- | -------------- | ---- | ----------- | ---- | ------- | ---- | ----- |
| 2024  |                  |      |                  |      |               |      |                  |      | Court Ensemble | 8    | Atout Court | 12   | CSE+    | 1    | 21    |
|       |                  |      |                  |      |               |      |                  |      |                |      |             |      |         |      |       |
| 2018  | PS               | 1    | Ecolo            | 7    | voir LM       | -    | voir LM          | -    | LM             | 12   | Oxygène     | 1    | PP & IC | 0    | 21    |
|       |                  |      |                  |      |               |      |                  |      |                |      |             |      |         |      |       |
| 2012  | PS               | 3    | Ecolo            | 5    | voir LM       | -    | voir LM          | -    | LM             | 13   | FDF         | 0    | MLD     | 0    | 21    |
| 2006  | PS               | 2    | Ecolo            | 4    | MR            | 11   | CDH              | 4    | -              | -    | AS          | 0    | -       | -    | 21    |
| 2000  | LB               | 3    | Ecolo            | 3    | PRL-FDF       | 7    | C2000            | 4    | IC             | 2    | -           | -    | -       | -    | 19    |
| 1994  | PS               | 5    | Ecolo            | 2    | PRL           | 3    | C2000            | 7    | IC             | 2    | TANGIS      | 0    | -       | -    | 19    |
| 1988  | PS               | 6    | Ecolo            | 1    | PRL           | 4    | PSC              | 8    | -              | -    | -           | -    | -       | -    | 19    |
| 1982  | PS               | 6    | Ecolo            | 1    | PRL           | 5    | PSC              | 7    | -              | -    | UDRT        | 0    | -       | -    | 19    |
| 1976  | PS               | 7    | -                | -    | PRL           | 3    | PSC              | 7    | -              | -    | -           | -    | -       | -    | 17    |

#### Électorat

Installations du conseil communal
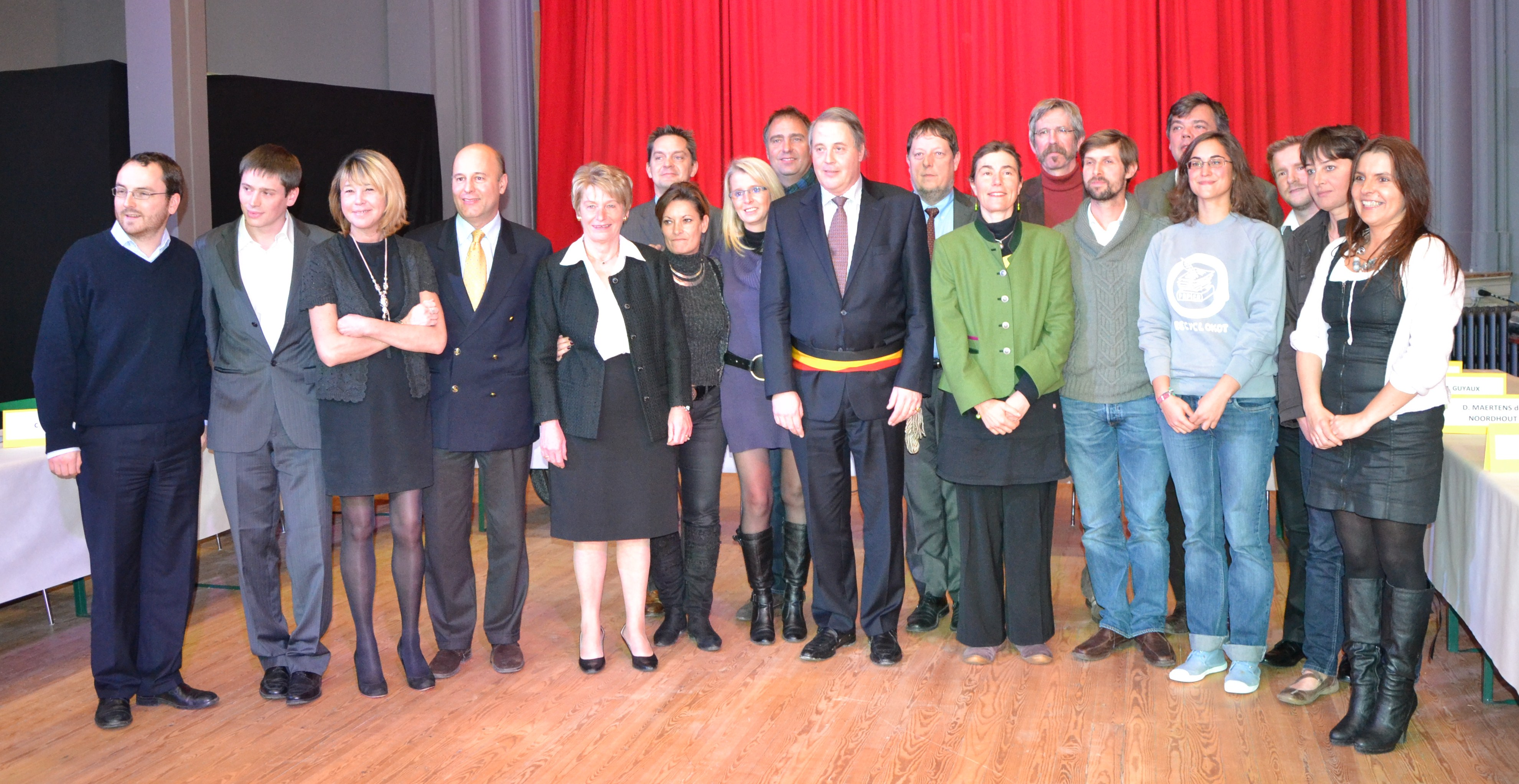
Installation du conseil communal le 3 décembre 2012 au Foyer Populaire[30].
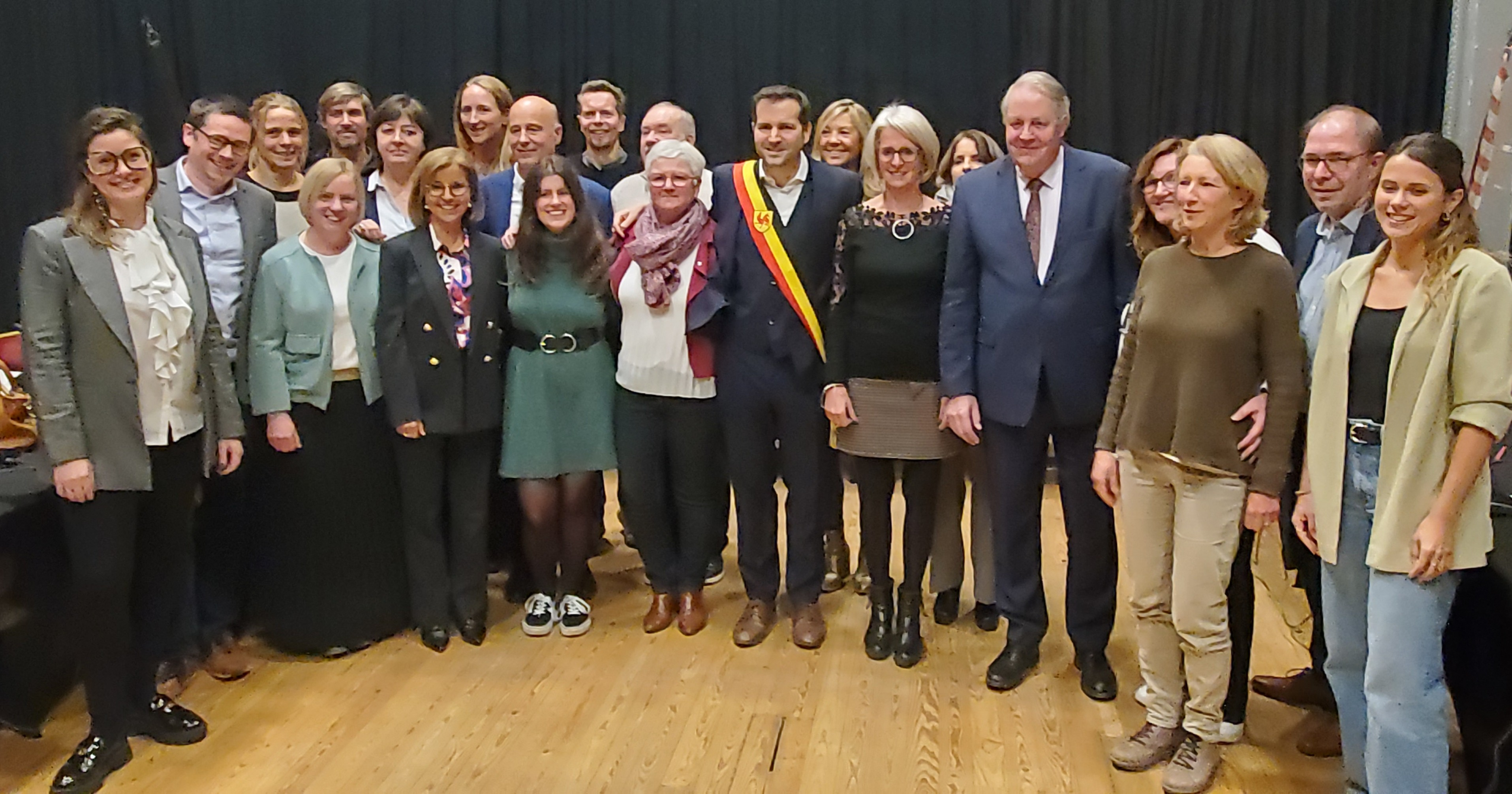
Installation du conseil communal le 2 décembre 2024 dans la même salle.

| Année | Population | Inscrits           | Bulletins déposés  | Blancs & nuls   |
| ----- | ---------- | ------------------ | ------------------ | --------------- |
| 2024  | 10.854     | 8 001 soit 73,71 % | 7 036 soit 87,94 % | 521 soit 7,40 % |
| 2018  | 10.503     | 7 674 soit 73,06 % | 6 980 soit 90,96 % | 420 soit 5,47 % |
| 2012  | 9.607      | 7 170 soit 74,63 % | 6 438 soit 89,79 % | 305 soit 4,74 % |
| 2006  | 9 408      | 6 709 soit 71,31 % | 6 244 soit 93,07 % | 279 soit 4,5 %  |
| 2000  | 8 746      | 6.134 soit 70,13 % | 5 623 soit 91,7 %  | 325 soit 5,8 %  |
| 1994  | 8 021      | 5.508 soit 68,67 % | 5 143 soit 93,37 % | 225 soit 4,37 % |
| 1988  | 7 303      | 5.191 soit 71,08 % | 4 872 soit 93,85 % | 169 soit 3,47 % |
| 1982  | 7 117      | manquant           | 4 707              | 157 soit 3,34 % |
| 1976  | manquant   | manquant           | 4 292              | 97 soit 2,21 %  |

### Liste des bourgmestres
(Ébauche à compléter) cliquer sur afficher  pour dérouler le tableau

### Jumelages
- Vaujours (France)
- Fregona (Italie)

## Patrimoine et culture

### Patrimoine architectural, sites et monuments

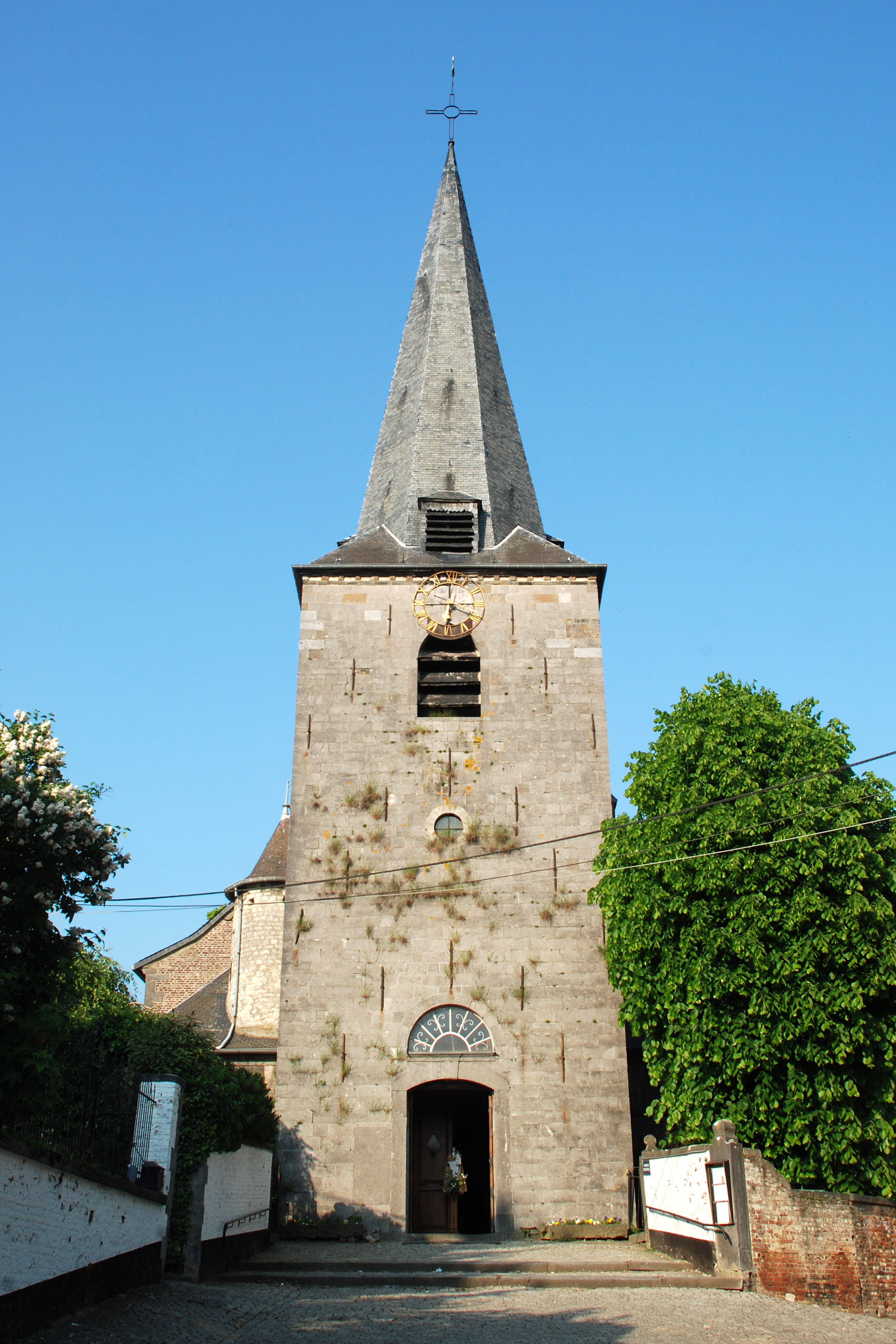
Église Saint-Étienne.

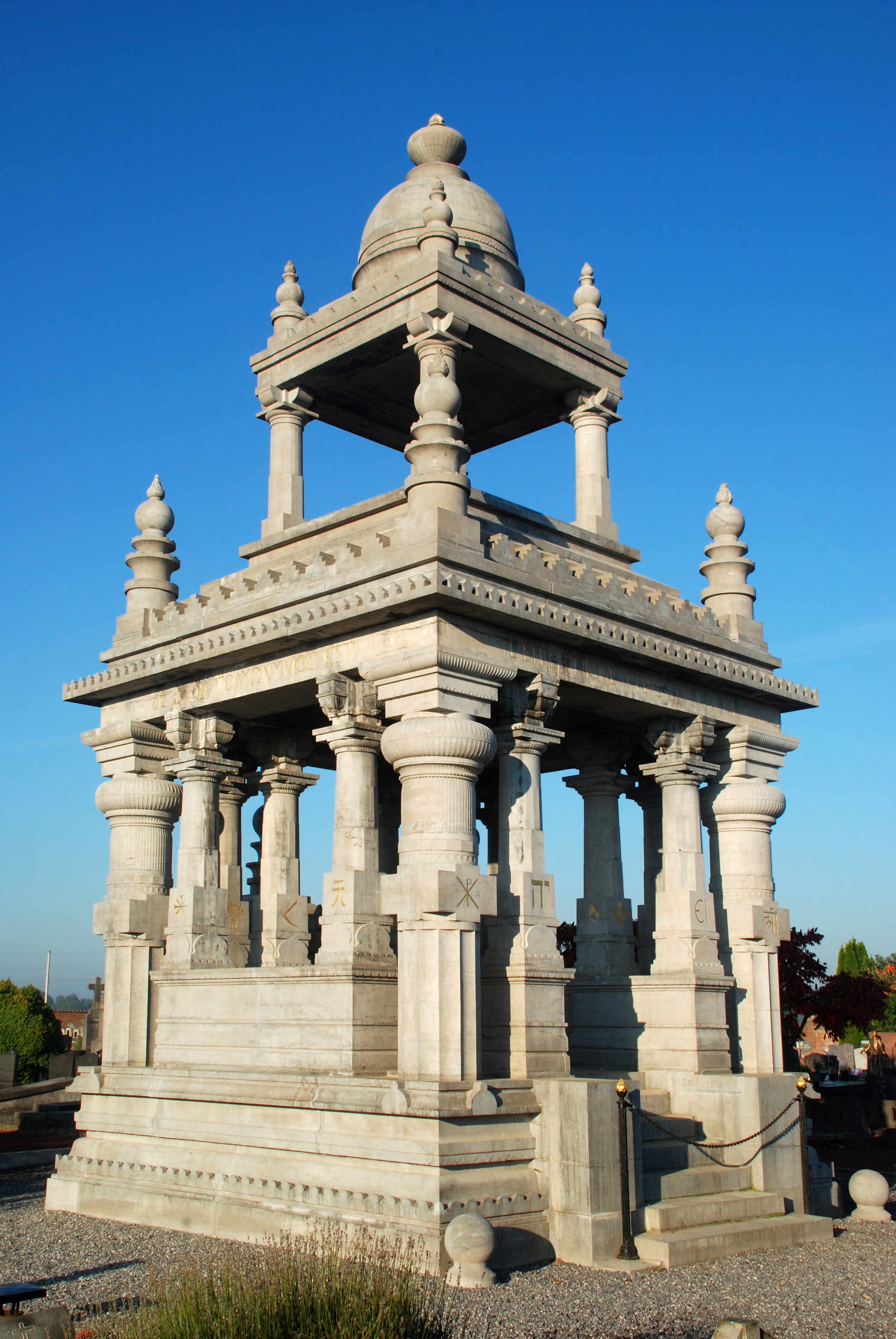
Mausolée Goblet d'Alviella.

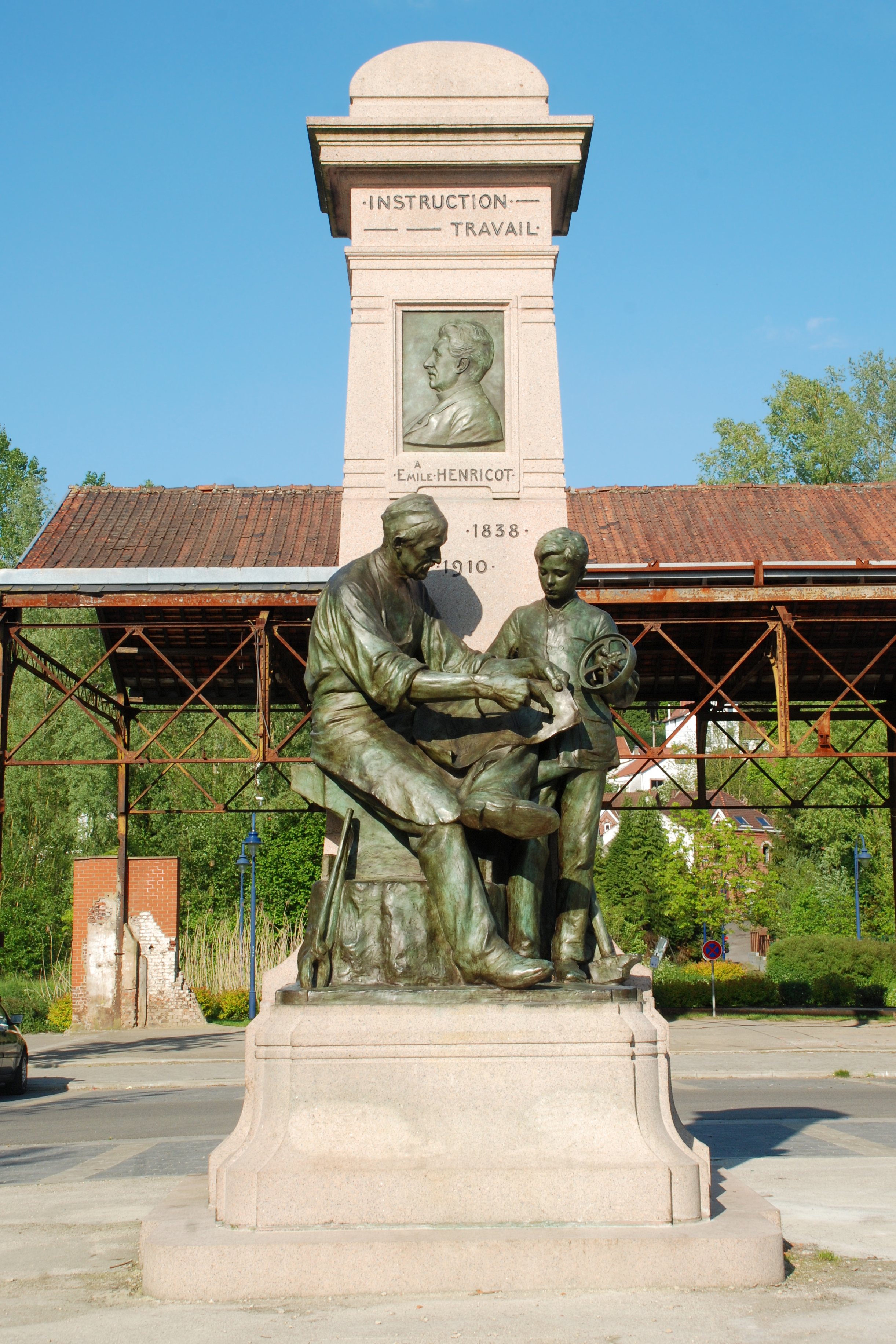
Monument à Émile Henricot.

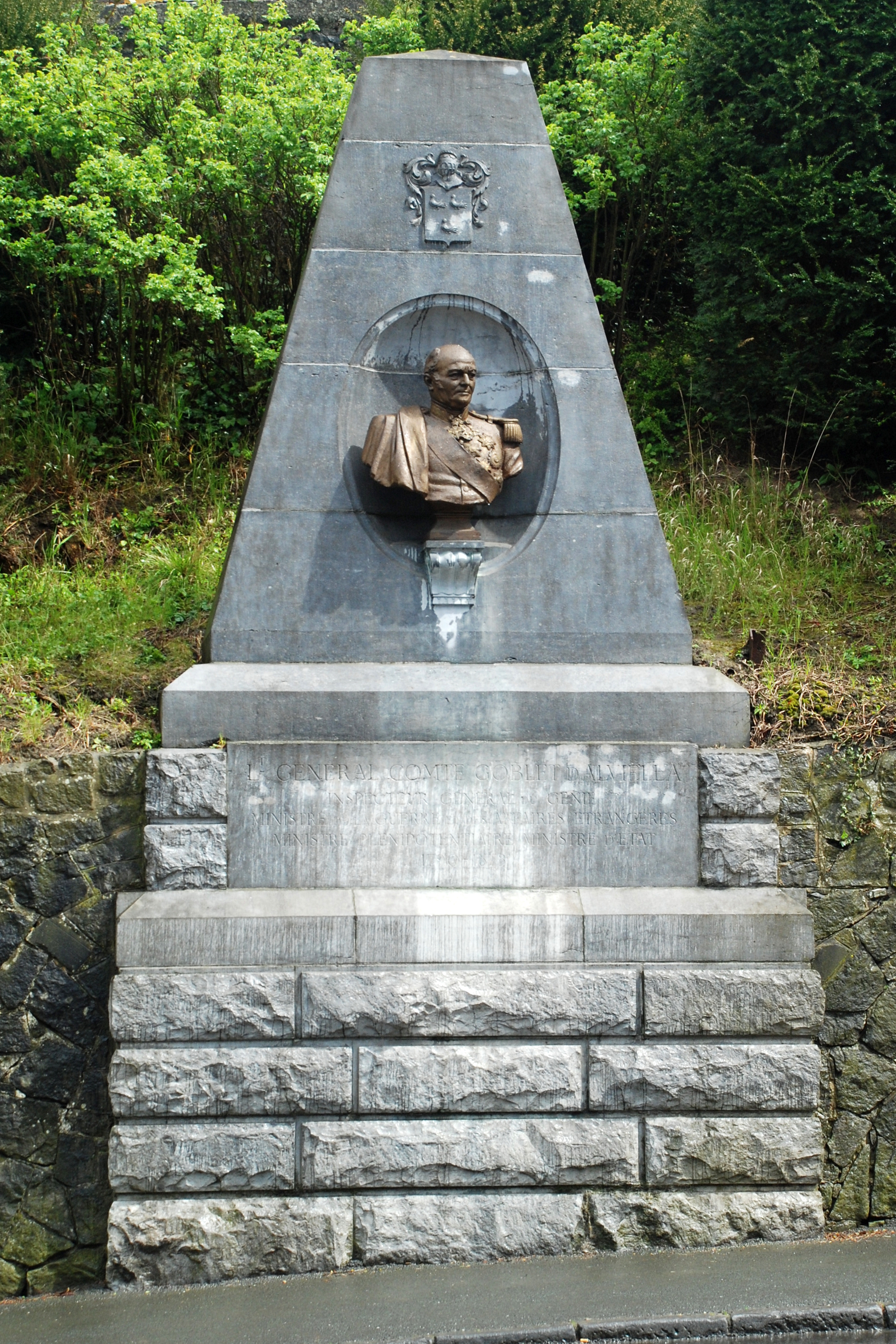
Monument au comte Albert Goblet d'Alviella.

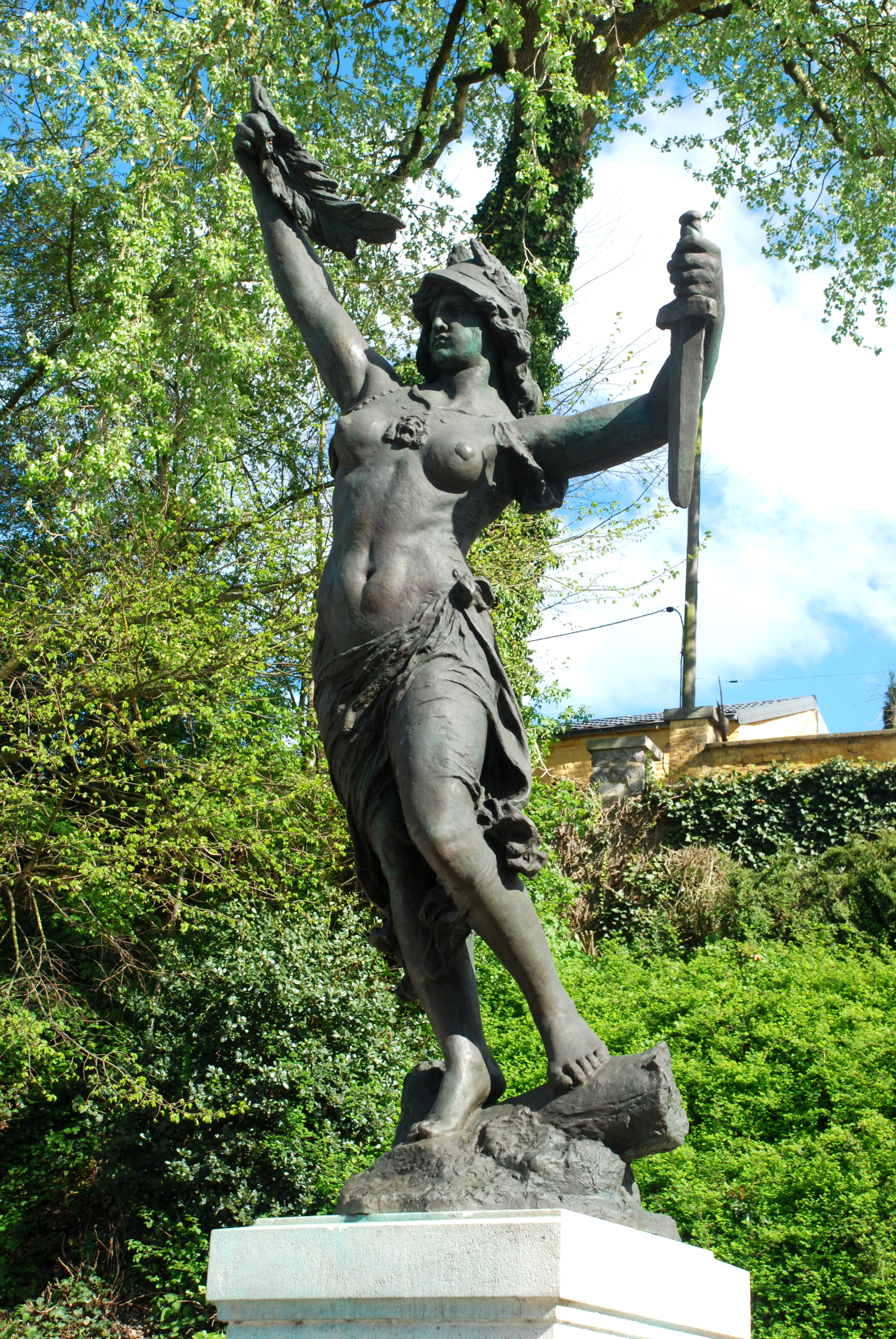
Monument aux Morts de Court-Saint-Étienne.

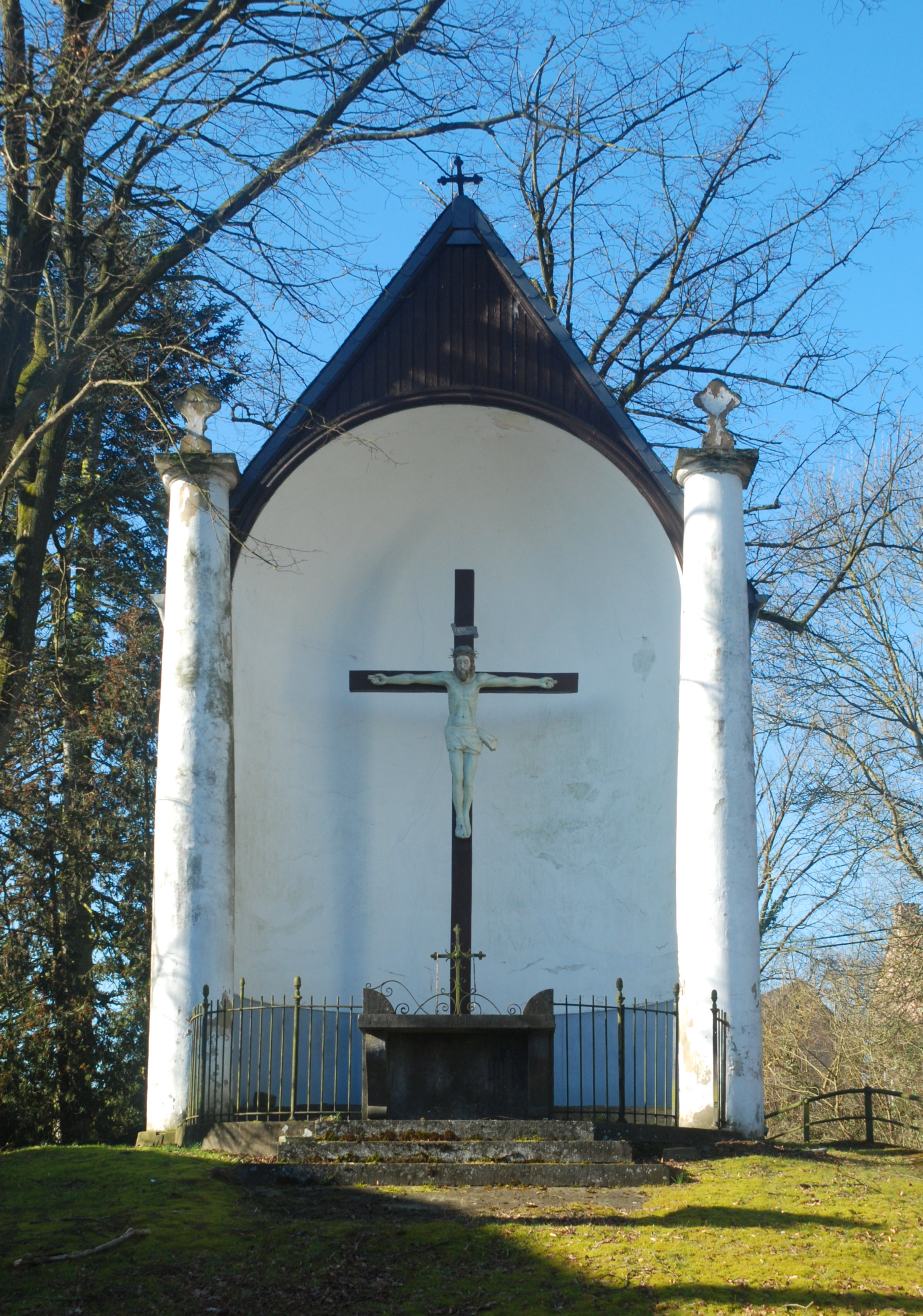
Calvaire de la Mission des Rédemptoristes.

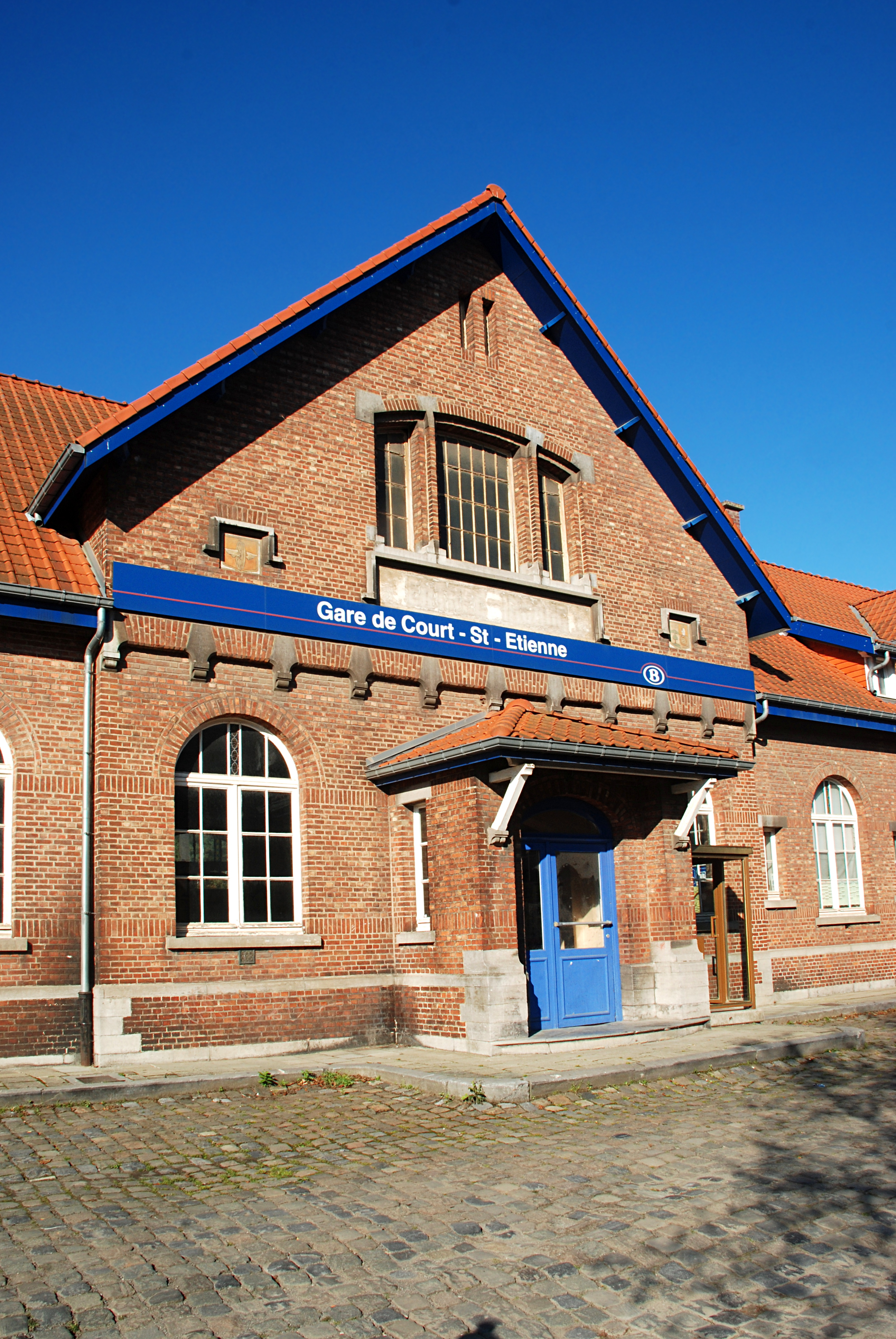
Gare de Court-Saint-Étienne.

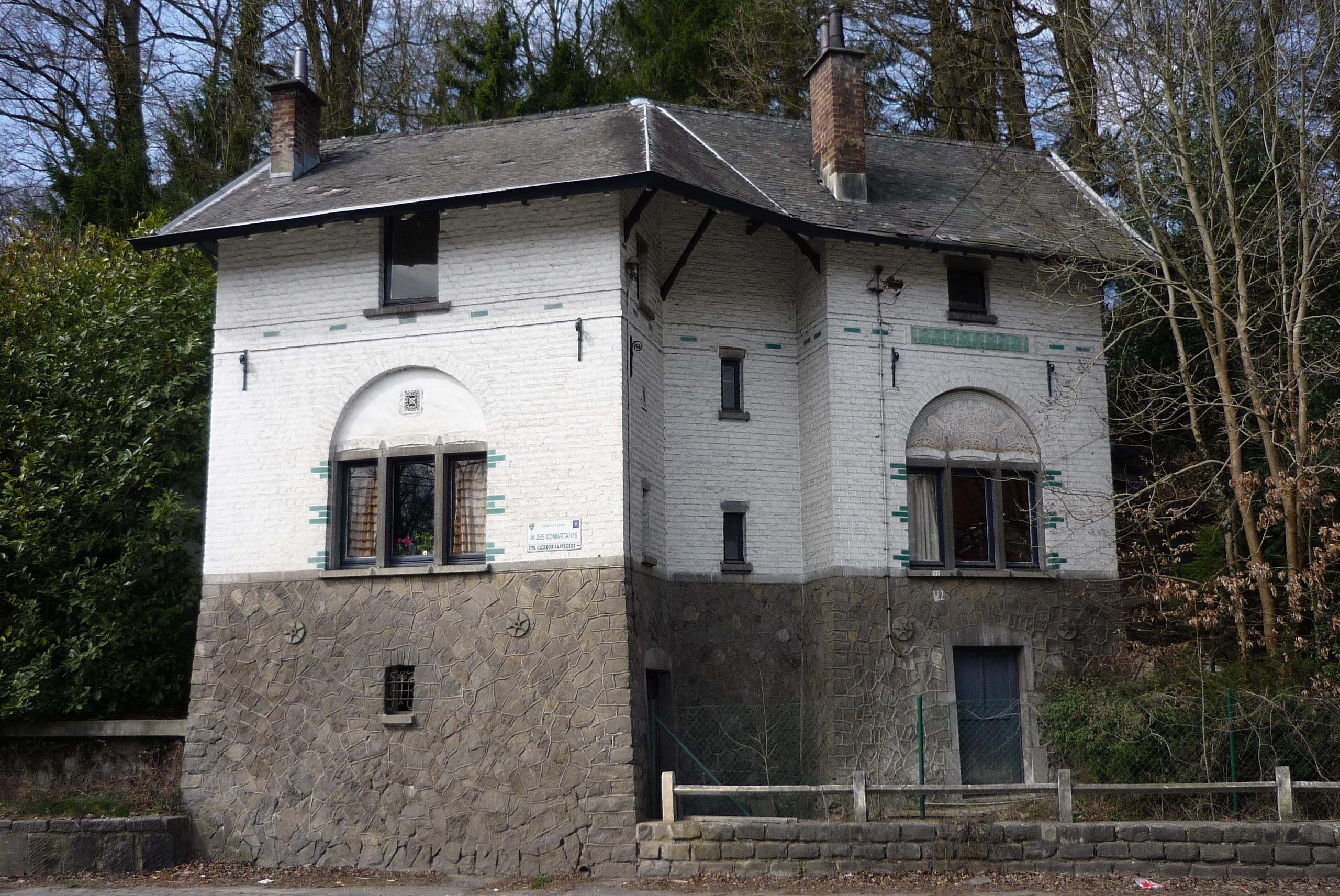
Pavillon de concierge par l'architecte Henri Van Dievoet.

#### Vestiges desUsines Émile Henricot
- Hall n° 11 de l'usine Henricot n°1 construit en 1907

Ce hall servait d'atelier d'ajustage et d'atelier d'entretien.
Il a été classé le 2 octobre 1995.
- La conciergerie construite en 1908
- Foyer populaire de Court-Saint-Étienne

Salle de délassement construite en 1913 par l’architecte André Dautzenberg à l'initiative de Paul et Fernand Henricot.
- Dispensaire des Usines Henricot construit en 1922
- Grands bureaux de l'usine Henricot n°2 construits en 1926.

Les Grands bureaux abritaient les bureaux de la direction.
En 2011 ils sont occupés par une école (le CEFA).
- Parc à Mitrailles construit en 1956.

Ce hall servait à l'entreposage des déchets métalliques.
Le bâtiment rénové est devenu un hall polyvalent pour des activités de type événementiel ou culturel et a été inauguré officiellement en décembre 2001.

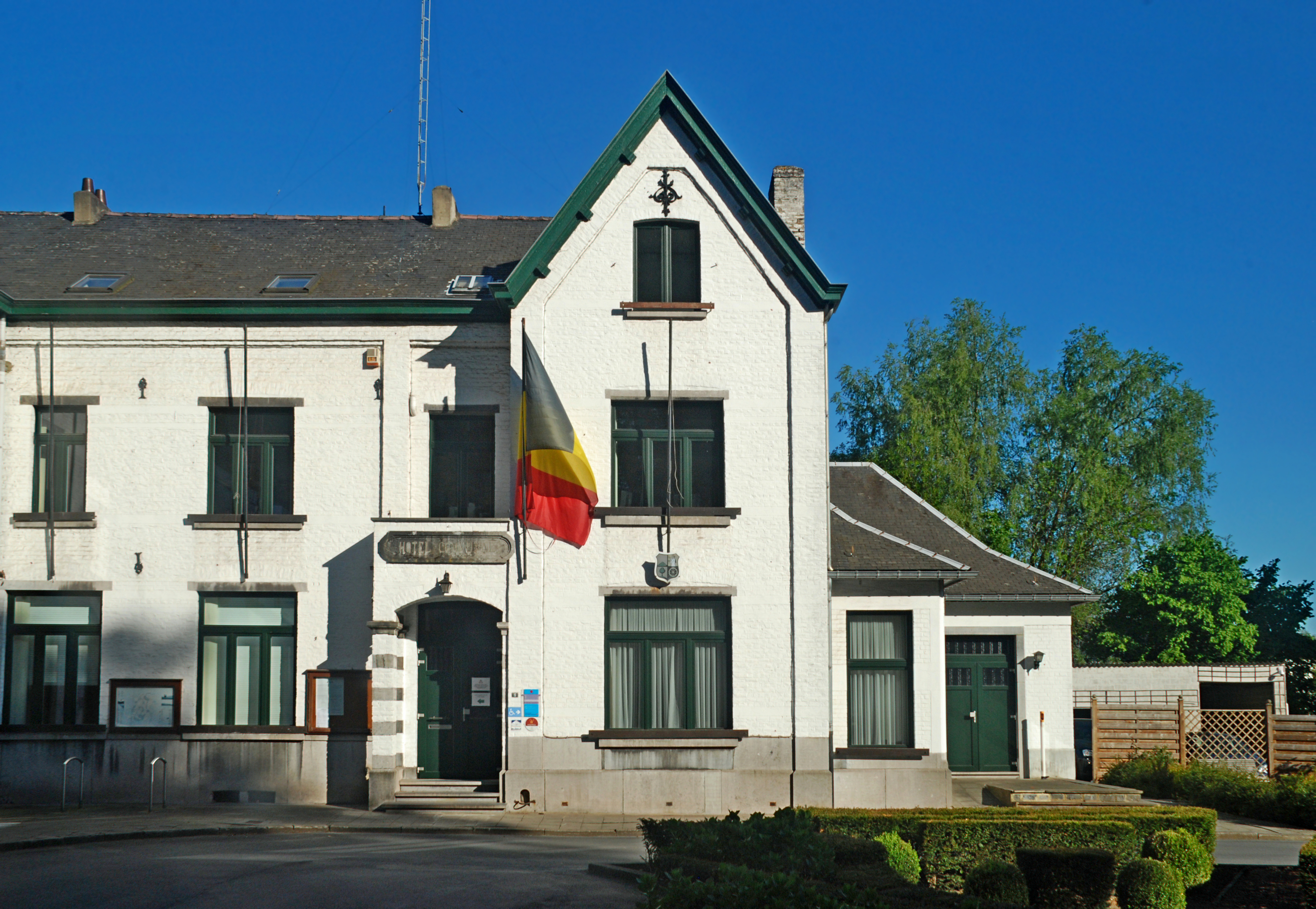
Maison communale.
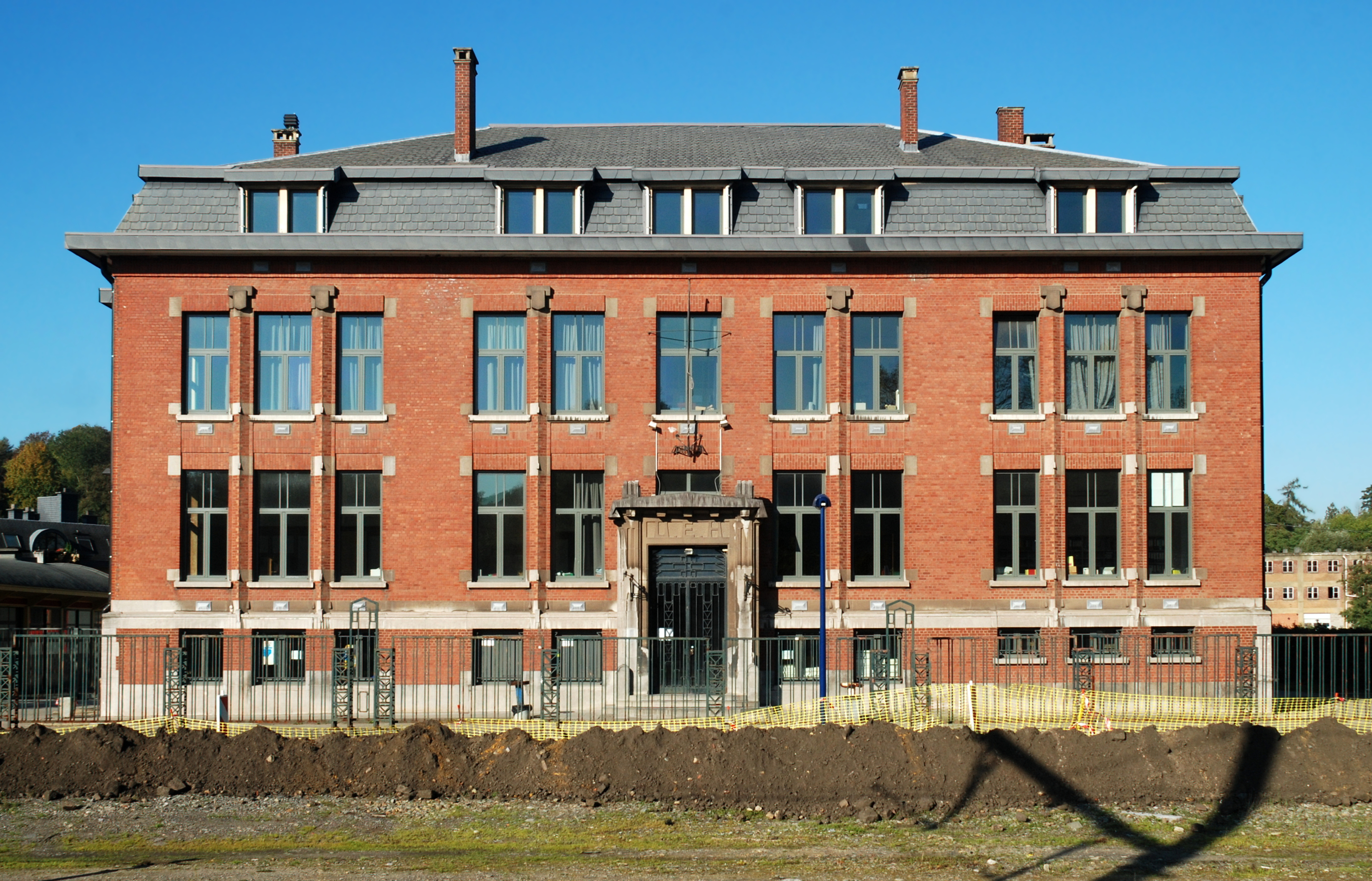
Grands bureaux de l'usine Henricot n°2.

#### Patrimoine religieux
- Église Saint-Étienne de Court-Saint-Étienne
- Église Notre-Dame de Tangissart
- Cimetière de Court-Saint-Étienne
- Mausolée Goblet d'Alviella, monument érigé dans le cimetière célébrant le fond commun des religions.
- Mosquée Assalam (ancienne et nouvelle).
- Chapelle Notre-Dame de Sart-Messire-Guillaume
- Chapelle aux Sabots de Court-Saint-Étienne
- Chapelle de Wisterzée
- Chapelle aux Sabots de Court-Saint-Étienne
- Calvaire de la Mission des Rédemptoristes
- La Quenique: nécropole pré-romaine
- Monastère du Carmel

#### Monuments commémoratifs
- monument à Émile Henricot (sculpteur Godefroid Devreese et architecte Henri Jacobs)
- monument au comte Albert Goblet d'Alviella (sculpteur Jef Lambeaux)
- monument aux Morts de Court-Saint-Étienne (sculpteur Pierre Braecke)
- Monument aux victimes civiles du nazisme (sculpteur Louis Van Cutsem)

#### Autres curiosités
- Le patrimoine immobilier classé.
- L'arbre de la Justice.
- Les tumuli.
- La « Pierre qui Tourne ».
- Les sources d'eau thermales.
- Le moulin de Beaurieux.
- la rue du Village
- Le château du Neufbois[45].
- fermes brabançonnes (Ferme de Beaurieux, du Chenoy, de la Vallée, de Profondval, de Sart, du Han, du Sartage, de la Taverne)
- château Goblet à l'origine d'Auxy de Neufvilles
- La gare de Court-Saint-Étienne et ses salles d'attente (Centre).
- Le parc de Wisterzée.
- Le pavillon de style Art nouveau (1895) par l'architecte Henri Van Dievoet, avenue des Combattants, 122.
- Les façades ornées de cimorné et de marbrite, caractéristiques de l'Art déco rural.

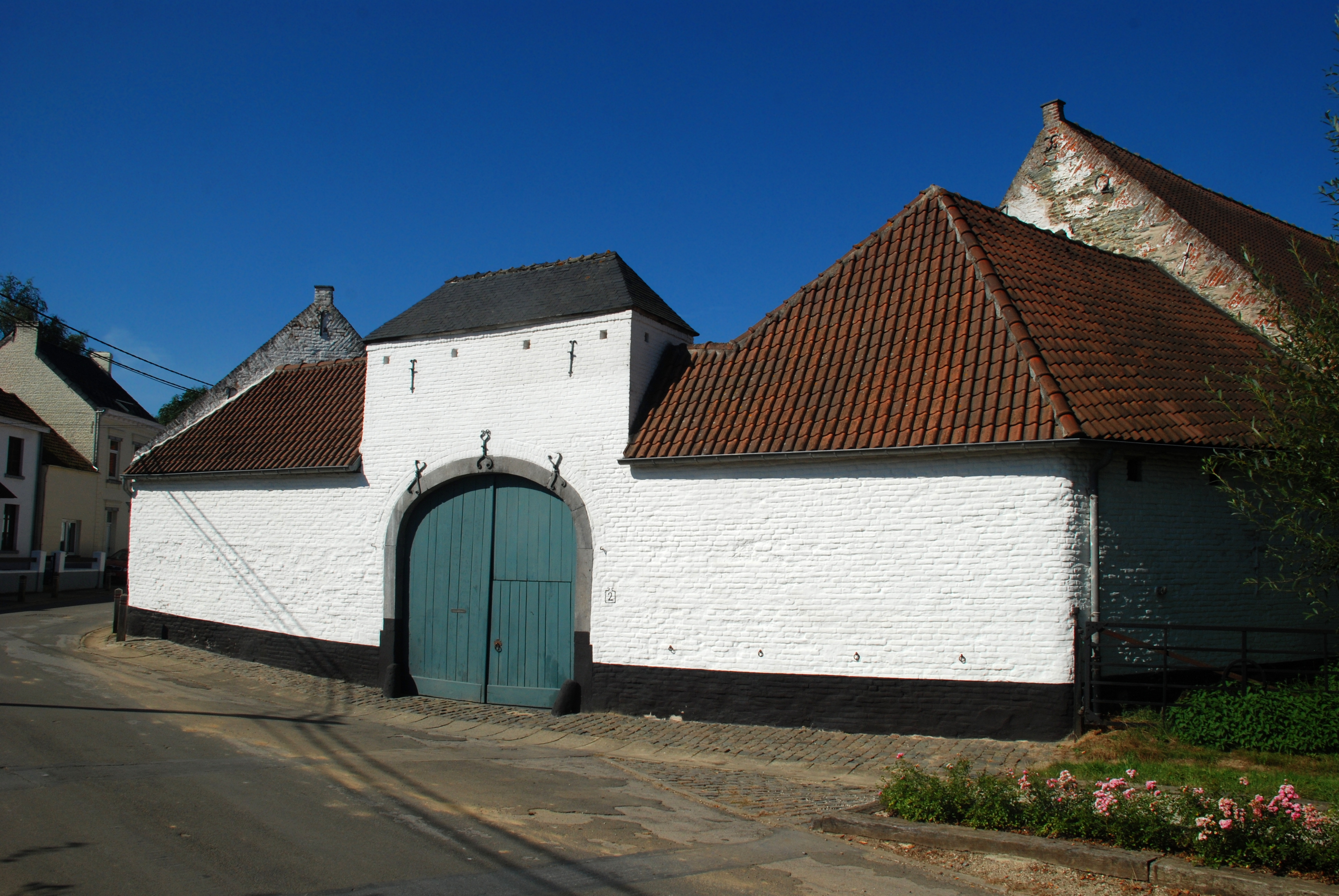
Ferme de Beaurieux.
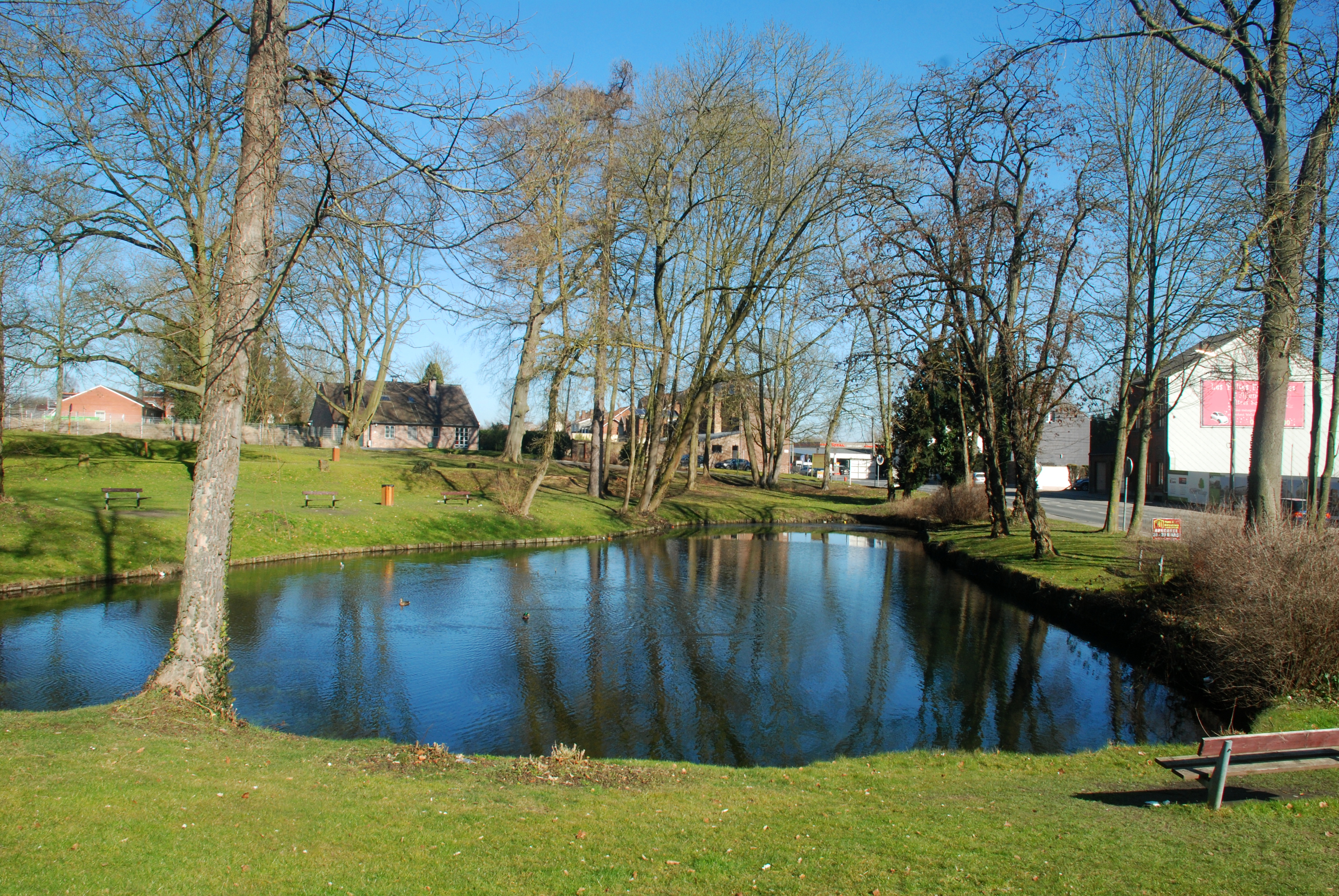
Parc de Wisterzée.

## Court-Saint-Étienne en images

### Le village d'antan illustré
Le village d'antan est représenté sur les peintures murales réalisées par le collectif Spray Art de Perwez, en mars 2023 sur le mur de briques qui borde le Parc à Mitrailles à l'est, et qui représentent les Usines Émile Henricot, le Parc à Mitrailles, le Hall no 11 de l'usine Henricot no 1, le village de Court-Saint-Étienne, l'église Saint-Étienne, la gare de Court-Saint-Étienne et la ligne de chemin de fer.

Le village d'antan sur les peintures murales du Parc à Mitrailles
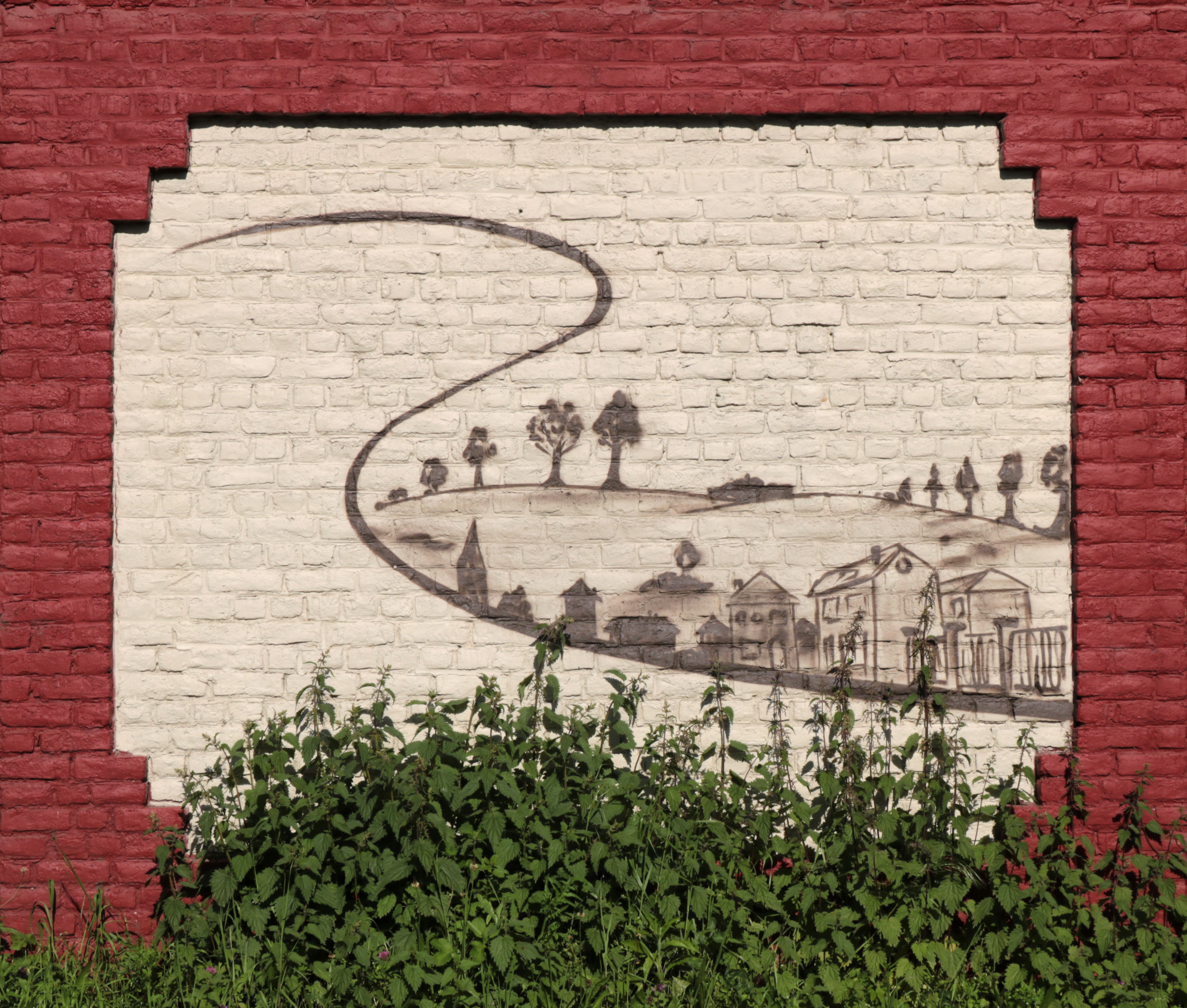
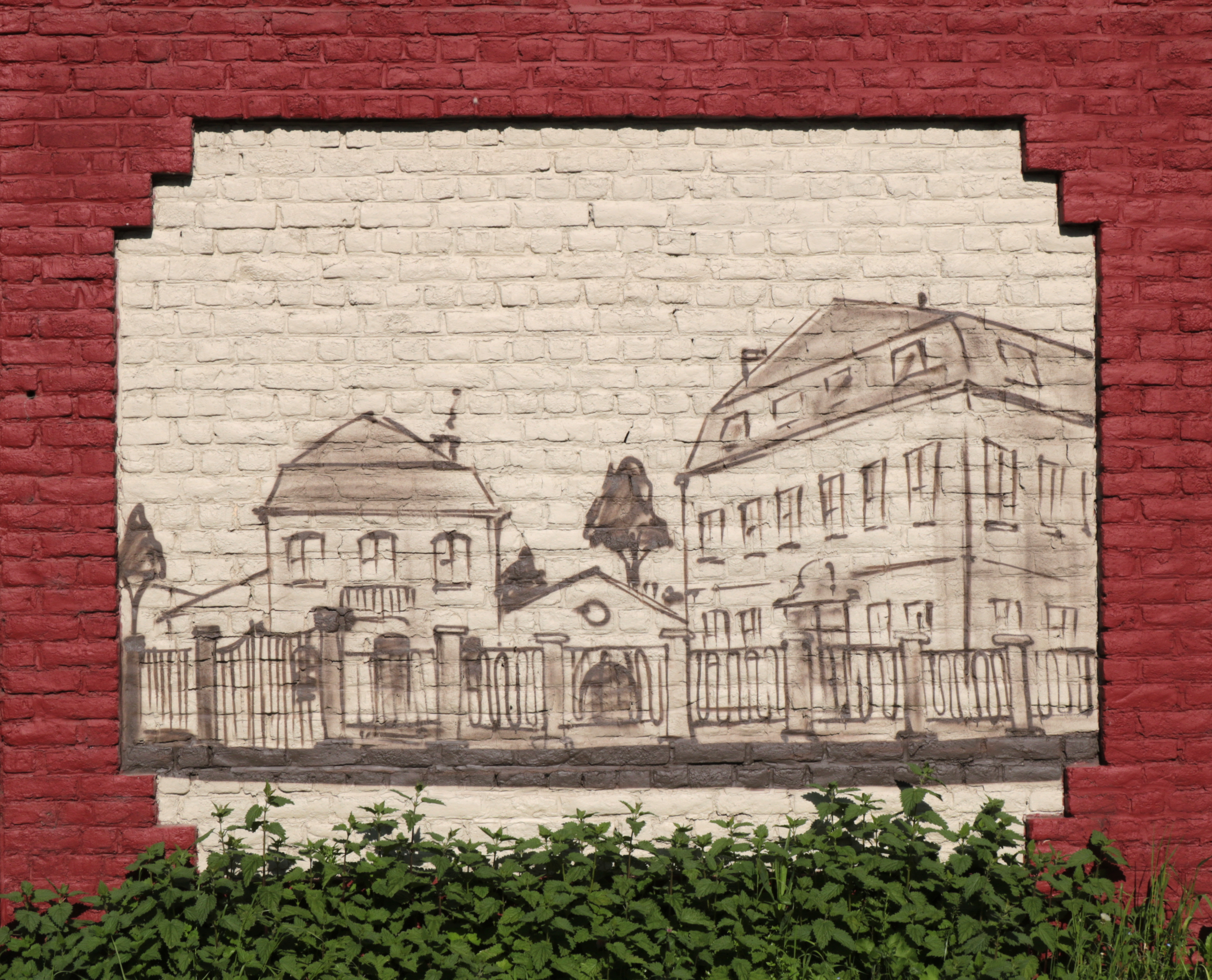
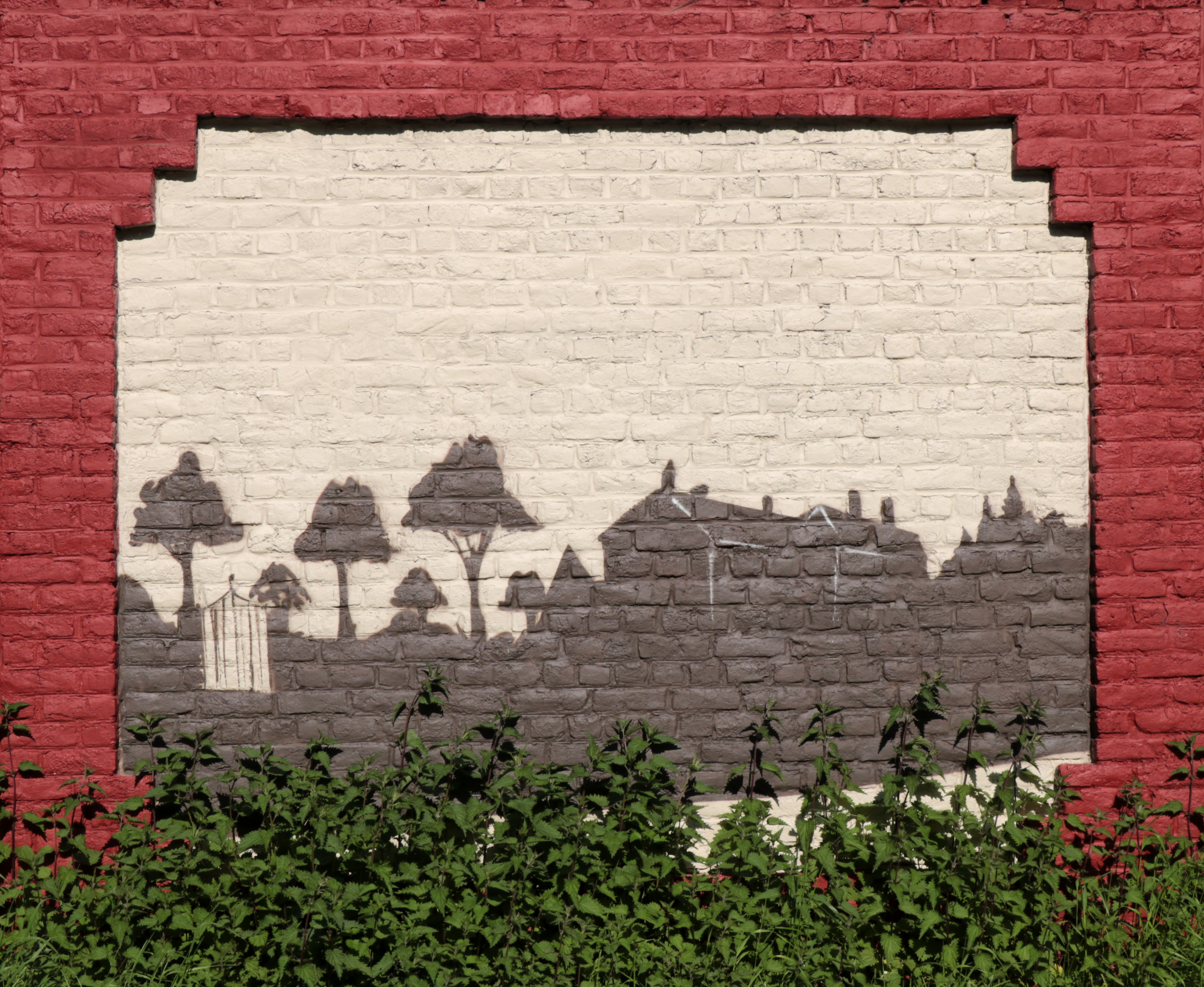
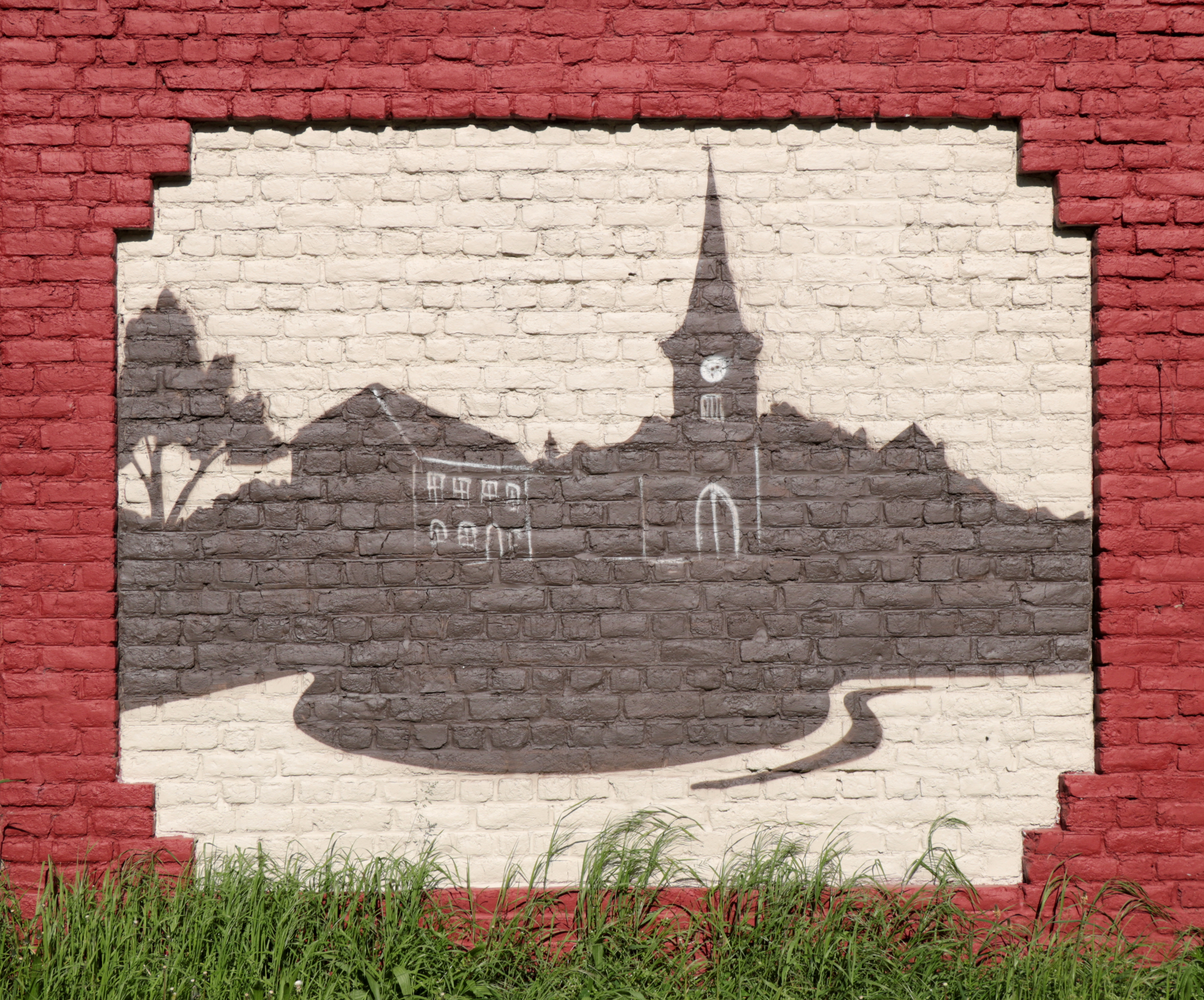
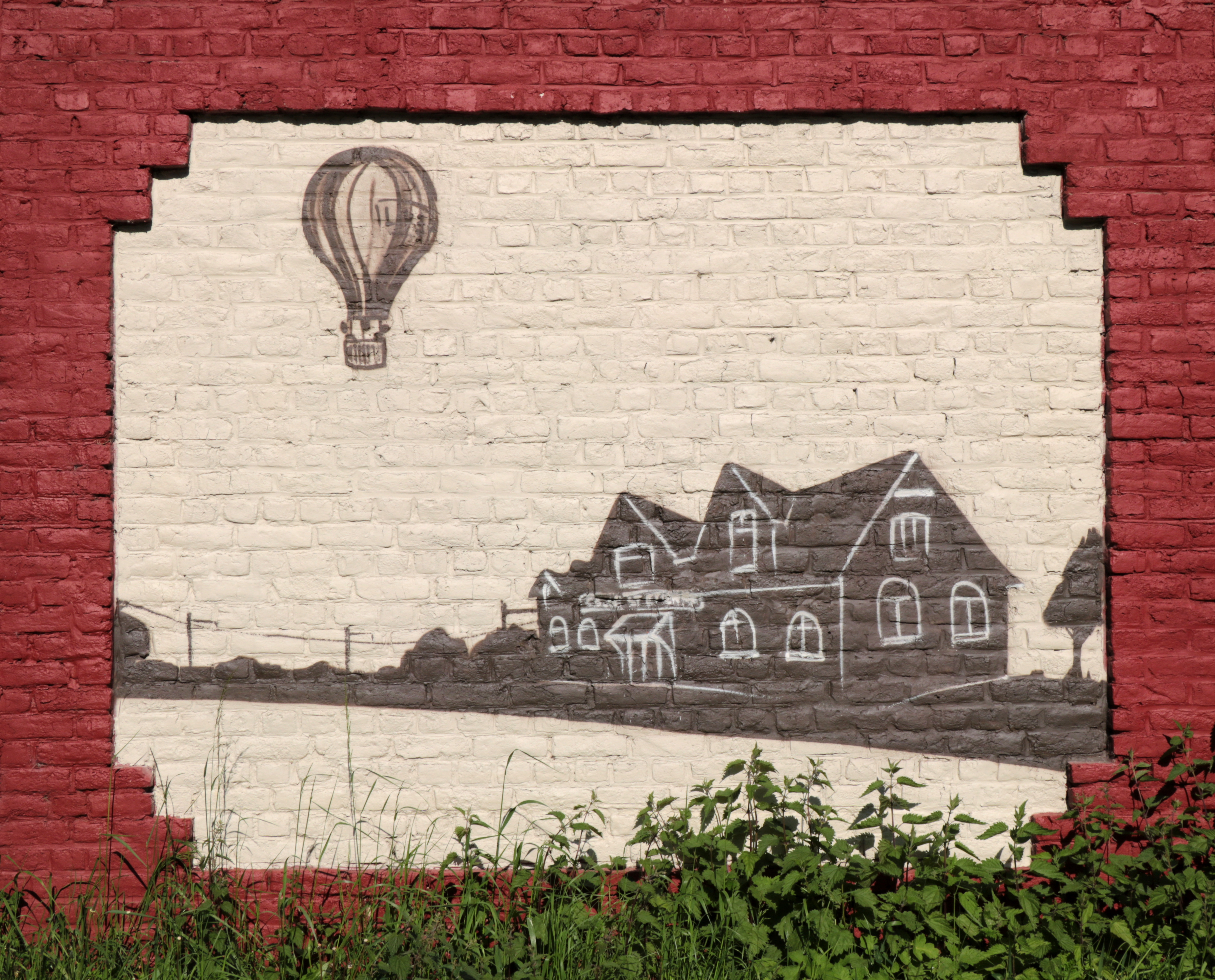

### Vue récente

Vue de quelques sites stéphanois
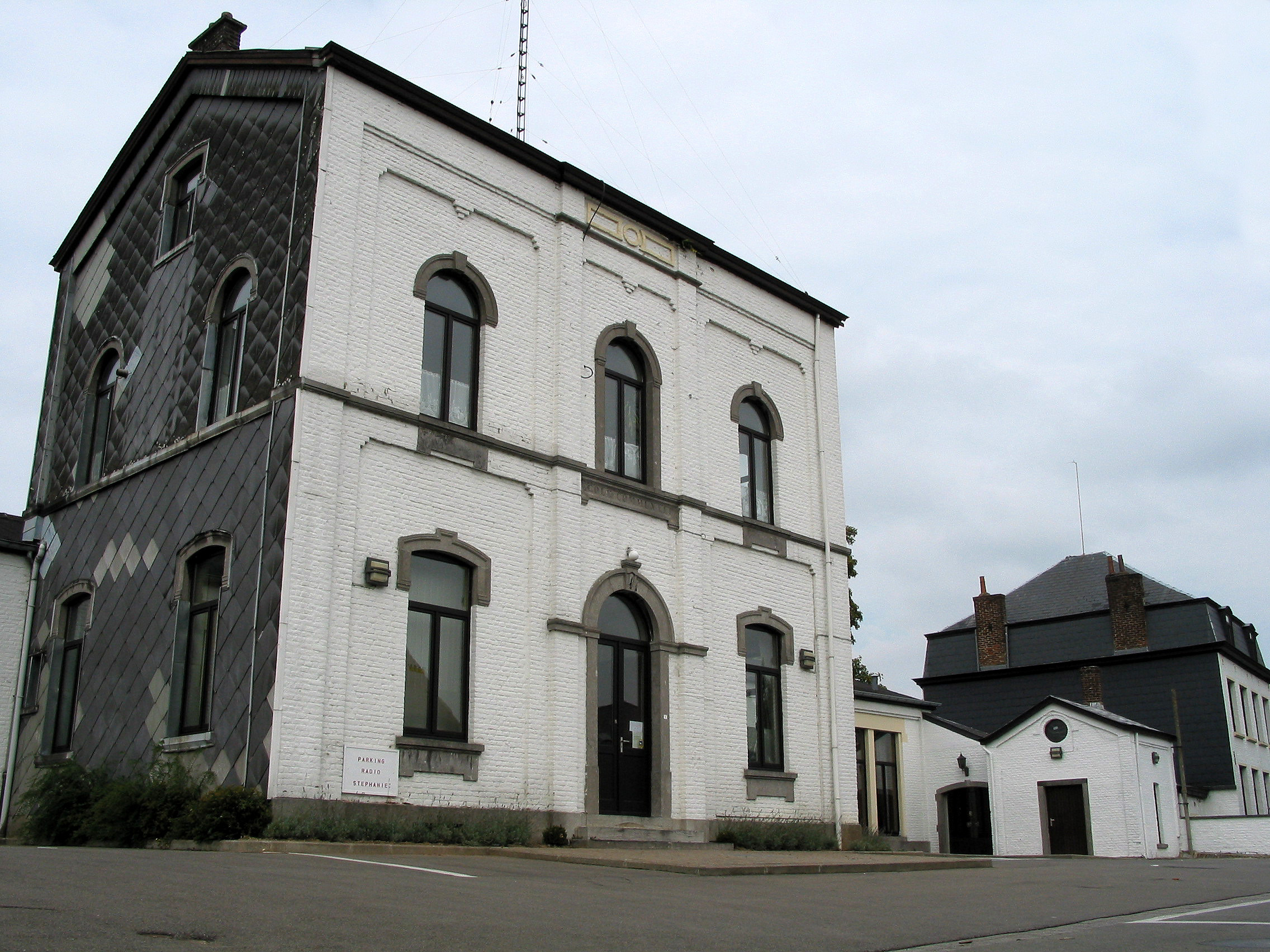
L'école communale du Centre.
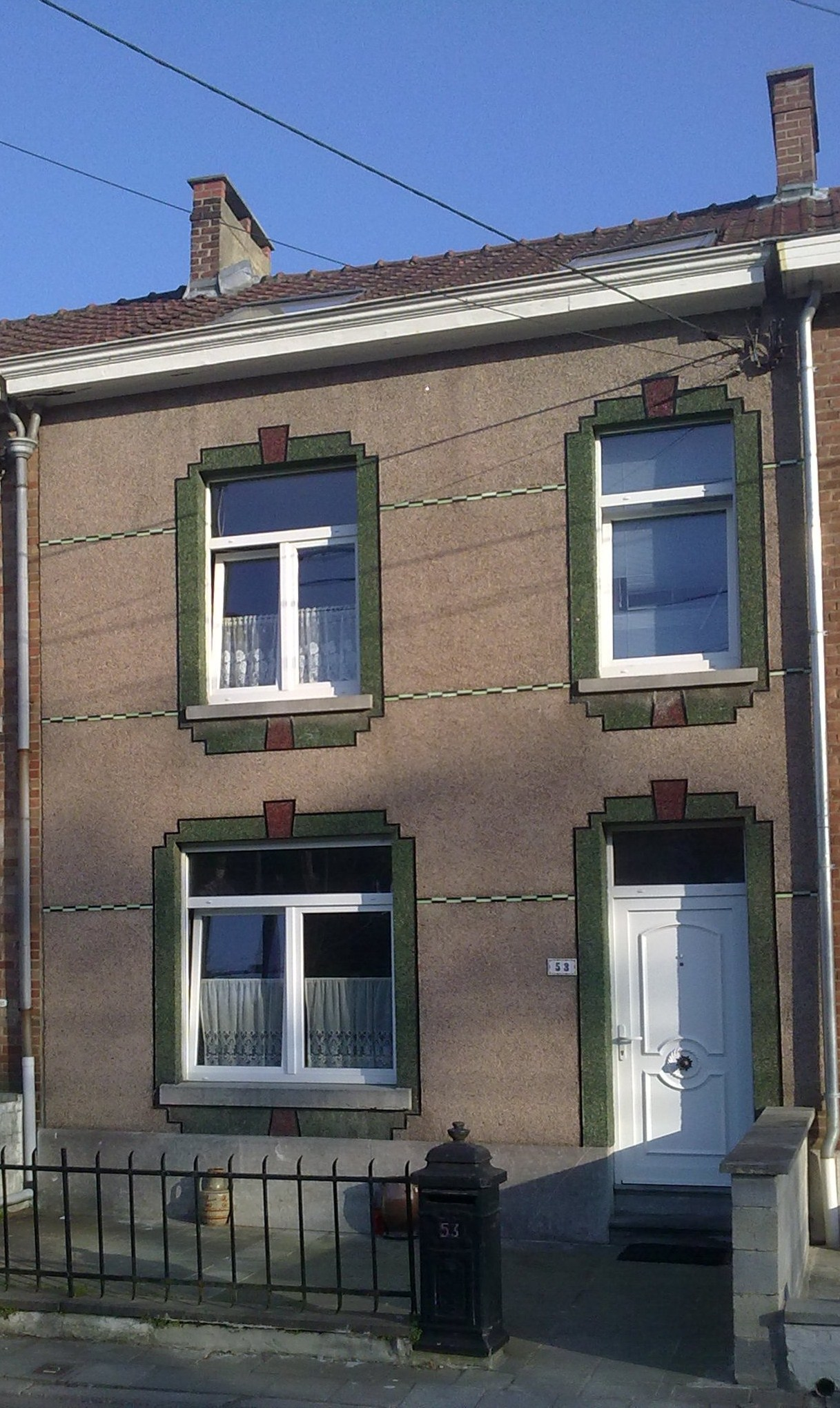
Façade en cimorné.
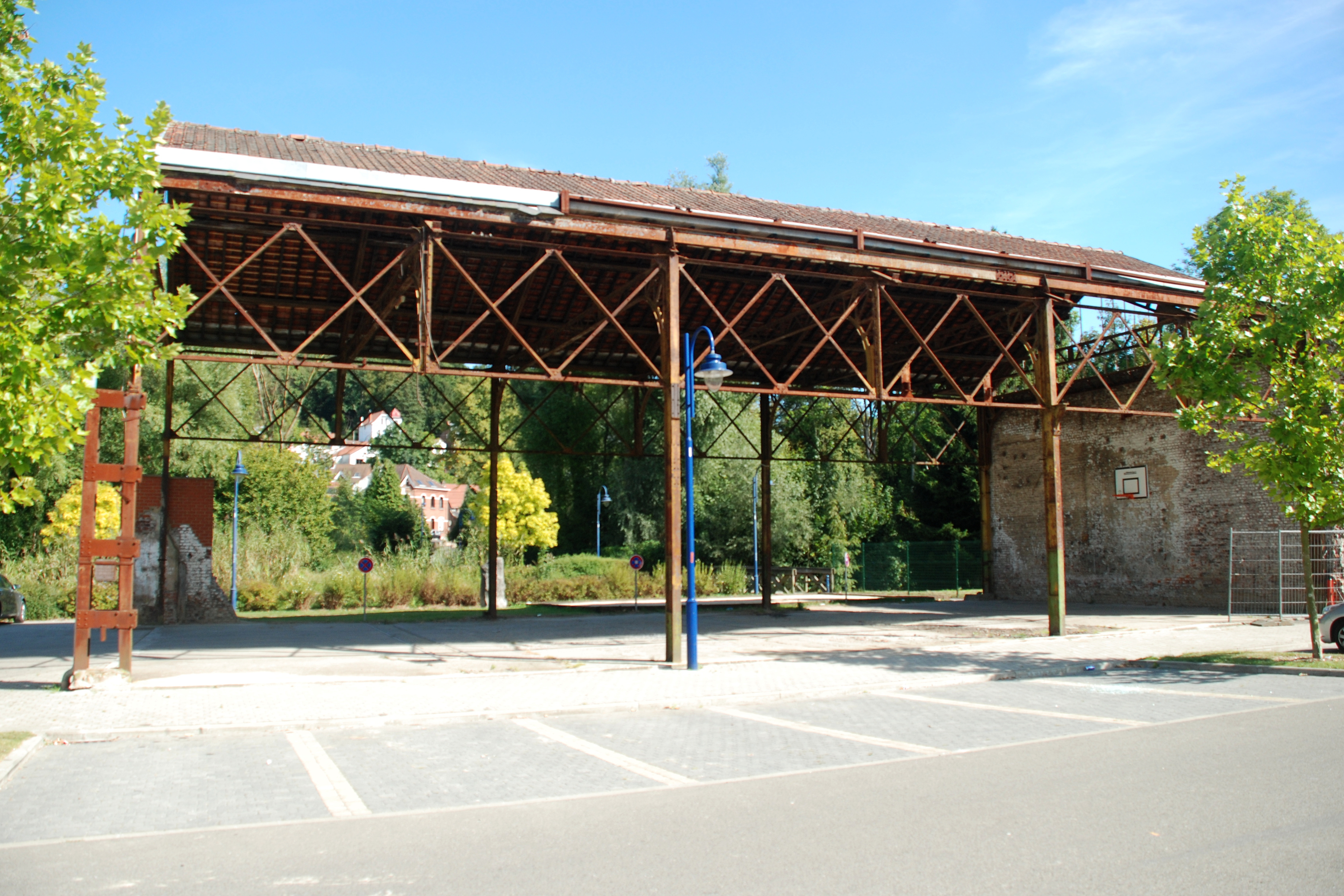
Hall no 11 de l'usine Henricot no 1.
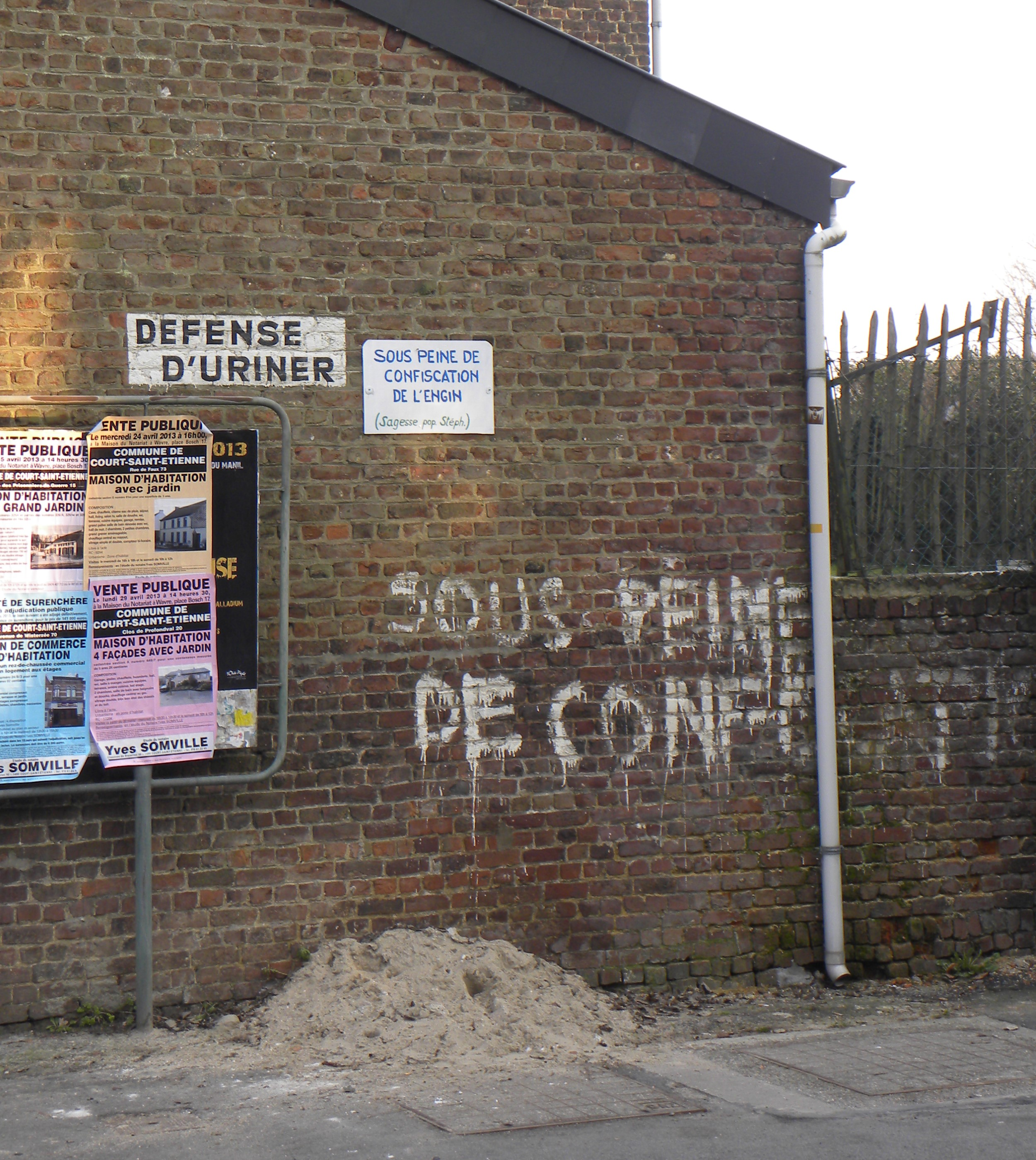
Graffiti rue des écoles.

## Économie
Le talent, monnaie locale en circulation à Ottignies-Louvain-la-Neuve, Court-Saint-Étienne, Genappe, La Hulpe et Villers-la-Ville.

## Citoyens remarquables

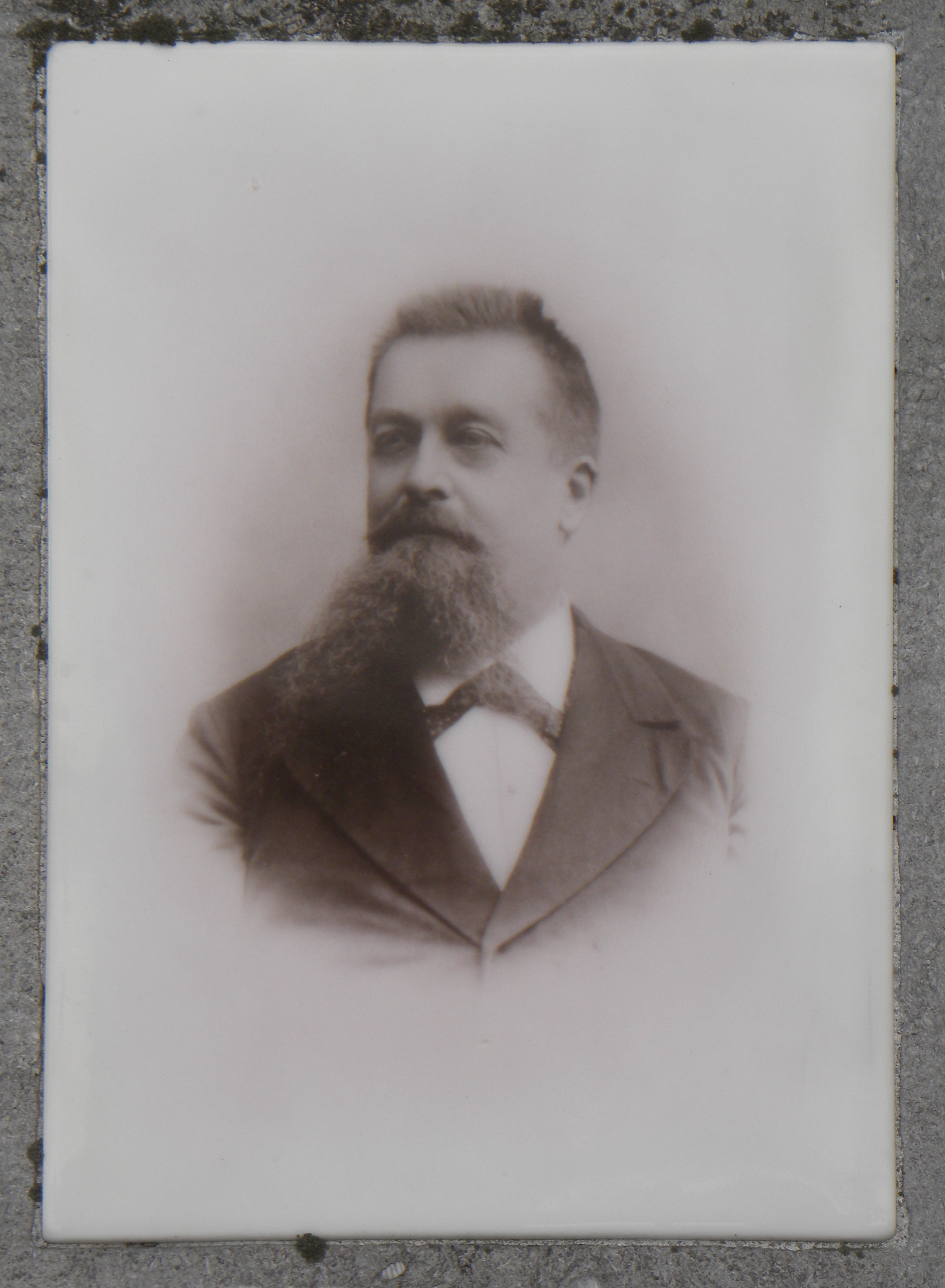
Jules Demolder (1840-1902) Bourgmestre.

natifs ou résidents d'un moment par ordre chronologique de naissance :
- Jacques-François Dusausoy (1756-1824) curé durant 30 ans[48], protecteur des trésors de l'église durant la révolution française ;
- Les Médaillés de Sainte-Hélène : au moins dix natifs de Court-Saint-Étienne sont connus[49] pour avoir combattu dans les troupes napoléoniennes et avoir survécu jusqu’en 1857, année où est attribuée la médaille de Sainte-Hélène ;
- Joachim Libouton (1801-1873) : premier bourgmestre et bienfaiteur du Home pour personnes de grand âge ;
- Émile Henricot (1838-1910) : industriel (Usines Henricot, aciéries) ;
- Eugène Goblet d'Alviella (1846-1925): érudit, professeur d'histoire comparée des religions à l'université libre de Bruxelles. Créateur du mausolée éponyme ;
- Laure Mosselman du Chenoy (1851-1925) duchesse Ruffo di Calabria, grand-mère paternelle de la reine Paola ;
- Paul Henricot (1873–1948) : industriel (Usines Henricot, aciéries) ;
- Marthe Boël (1877-1956) féministe et intellectuelle[50];
- Firmin Goffart[51](1888-1967) : artiste peintre ;
- Marie Delvaux (1903-1987) première femme conseillère communale, résistant et prisonnière politique au camp de concentration de Ravensbrück ;
- Vital Casse (1913-1945) : résistant décédé en captivité ;
- André Oleffe (1914-1975) : économiste, ministre des Affaires économiques ;
- Aloïs Sterkendries[52], (1925-2019), champion de Belgique de trial en 1955 ;
- Freddy Baillien (1934-2011) Curé puis Doyen durant 30 ans ;
- Michel Duboisdenghien (1941-1997) : auteur, historien local, enseignant, cofondateur du Cercle d'histoire locale ;
- Jean-Pierre Malmendier (1949-2011) : fondateur de l'asbl 'Marc et Corine'. Sénateur (1999-2003). Député Fédéral (2003-2007). Conseiller communal (2000-2011) ;
- Pie Tshibanda (1951) : auteur, conteur, artiste ;
- Victor Kissine (1953) : compositeur né à Saint-Petersbourg ;
- Claude Barzotti (1953-2023) : chanteur auteur-compositeur ;
- Pierre De Muelenaere (1958) : ingénieur civil, Dr en sciences appliquées et entrepreneur industriel dans la technologie OCR et la Gestion de Documents ;
- Nathalie Winden (1966) : speakerine de la chaîne de télévision RTL tvi ;
- Pierre Lafleur (1973) : comédien ;
- Saule de son vrai nom Baptiste Lalieu (1982) : auteur-compositeur ;
- Jade Lagardère (1990) : mannequin ;

À classer :
- Alex Hanappe : fondateur de la Chorale stéphanoise ;
- Famille Boël : industriels et financiers, propriétaires terriens (ferme du Sartage, domaine Beauregard, ferme-château du Chesnoy) ;
- Peter Wilhelm : entrepreneur immobilier ;
- Maurice Cornil[53], pongiste quintuple champion de Belgique ;
- Aga Winska : chanteuse soprano. Première lauréate du Concours musical international Reine Élisabeth de Belgique (1988) ;
- Laurent Pigeolet : compositeur classique contemporain et pianiste virtuose.

### Citoyens d'Honneur
- Abbé Luc Verstraete (~1920- )[54].
- Pierre de Mûlenaere, (1958-) Ingénieur civil et entrepreneur.